# Liste d'inventions françaises
Cet article liste chronologiquement les grandes inventions françaises.

## Moyen Âge
- 1100 : voûte d'arêtes

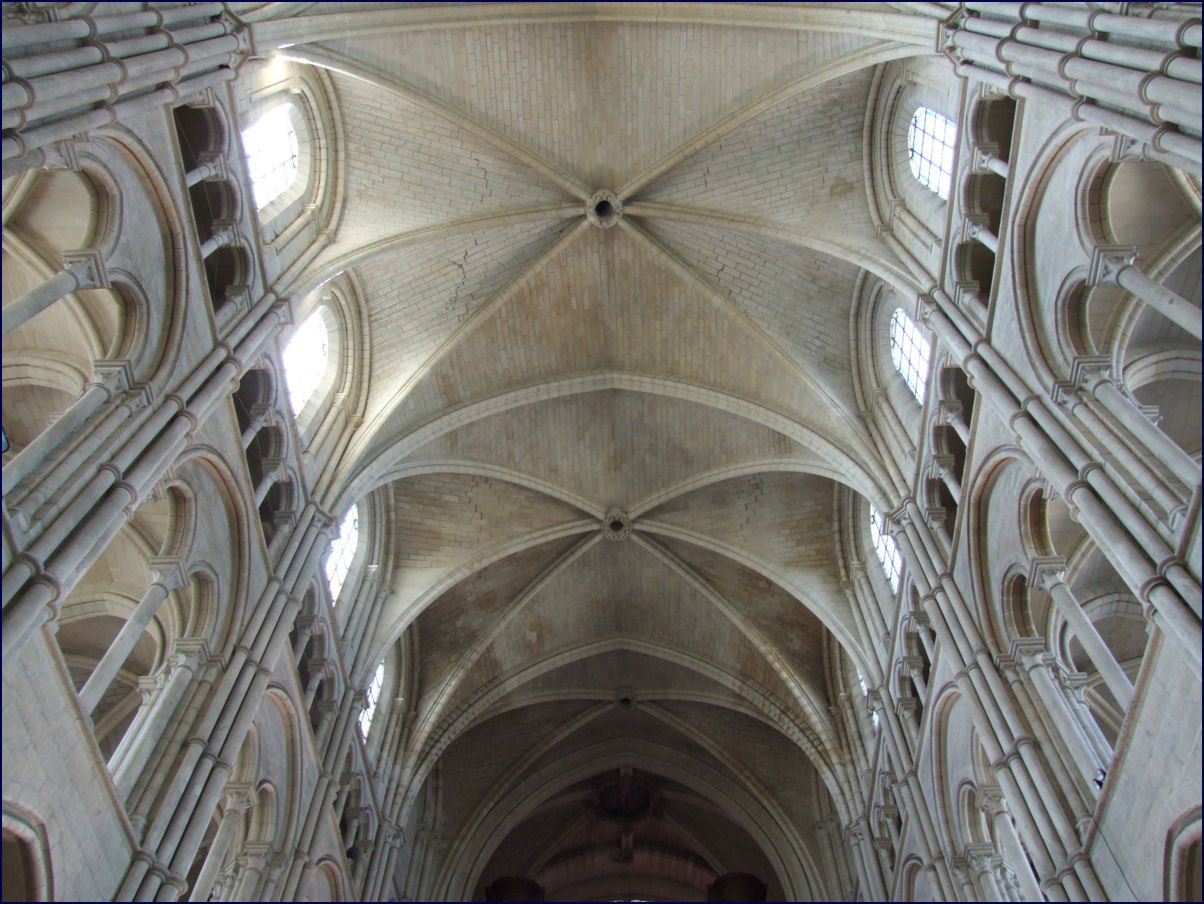
Voûte sexpartite, Cathédrale de Laon.

- 1110 : voûte sur croisée d'ogive sexpartite
- 1155 : arc brisé
- 1160 : arc transverse ogivaux
- 1320 : verre plat
- 1420 : fécondation artificielle des œufs de poisson, Dom Pinchon

## XVIesiècle
- 1550 : holomètre, instrument de mesure, (premier brevet d’invention connu en France), Abel Foullon
- 1561 : tour mécanique à fileter, Jacques Besson
- 1565 : ligature des vaisseaux sanguins, Ambroise Paré
- 1600 : bougie moulée, Le Brez

## XVIIesiècle

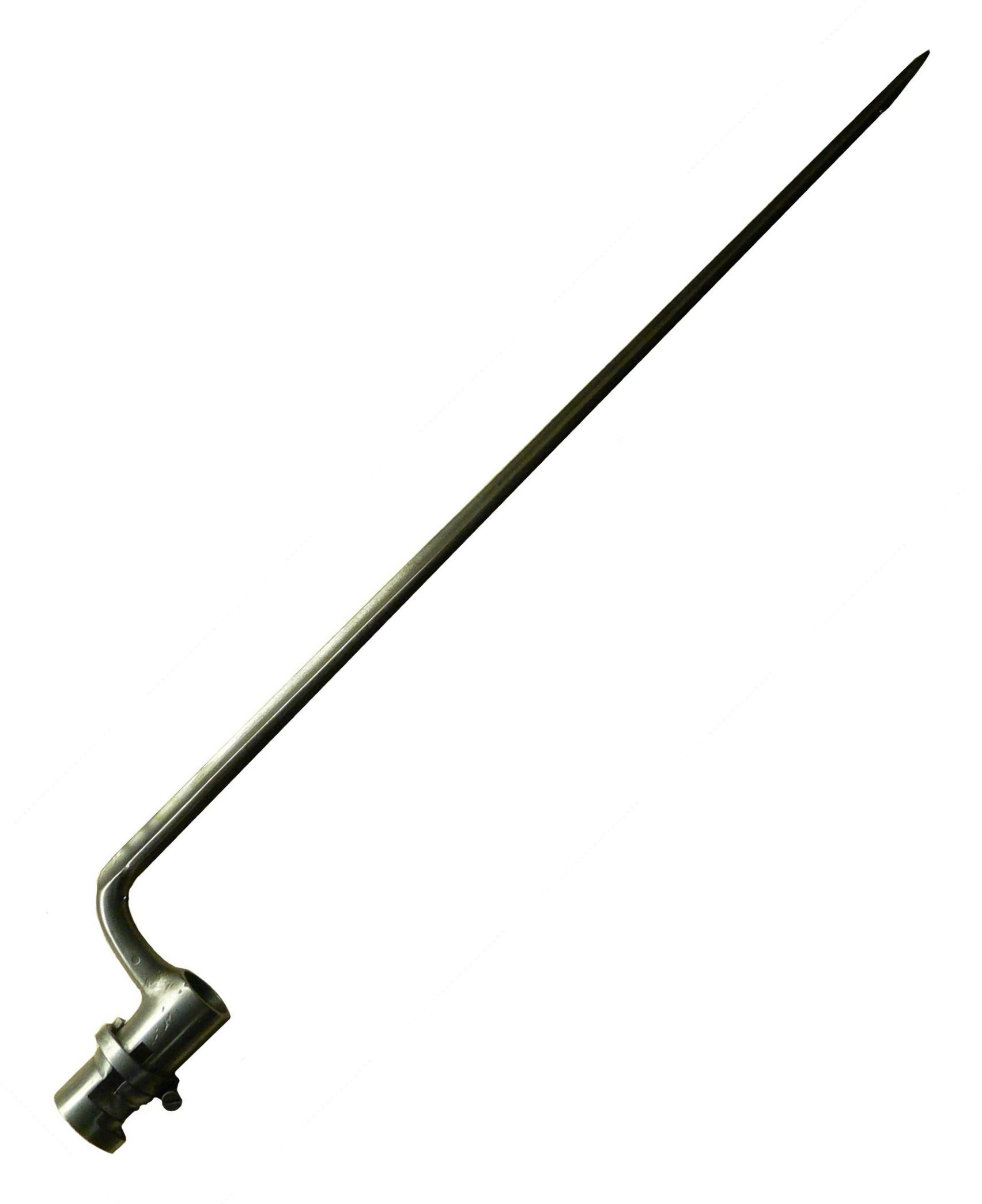
Baïonnette.

- 1606 : cassin de métier à tisser, Claude Dangon
- 1611 : baïonnette
- 1612 : platine à silex, Marin Bourgeois [1]
- 1631 : vernier, (dispositif de mesure), Pierre Vernier[2]
- 1640 : cretonne, tissu, Paul Creton
- 1642 : pascaline, machine à calculer mécanique Blaise Pascal
- 1651 : sauce béchamel, Louis Béchameil de Nointel
- 1661 : niveau à bulle d'air, Melchisédech Thévenot[3]
- 1662 : transports urbains, Blaise Pascal
- 1667 : transfusion sanguine, Jean Baptiste Denis (sans lendemain du fait de la méconnaissance des groupes sanguins)
- 1670 : balance à plateaux découverts, Gilles Personne de Roberval
- 1670 : niveau optique, (permettant de relever des niveaux), Jean Picard
- 1672 : télescope de type Cassegrain, Laurent Cassegrain
- 1679 : cocotte minute (Autocuiseur), Denis Papin
- 1680 : fabrication des glaces en verre par coulée sur plateau, Bernard Perrot
- 1687 : principe d'une machine à vapeur à piston, Denis Papin
- 1688 : Champagne, Dom Pérignon
- 1689 : pompe centrifuge, Denis Papin[4]
- 1690 : piston à vapeur, Denis Papin
- 1696 : métronome, (pour rythmer la musique), Étienne Loulié[5]

## XVIIIesiècle

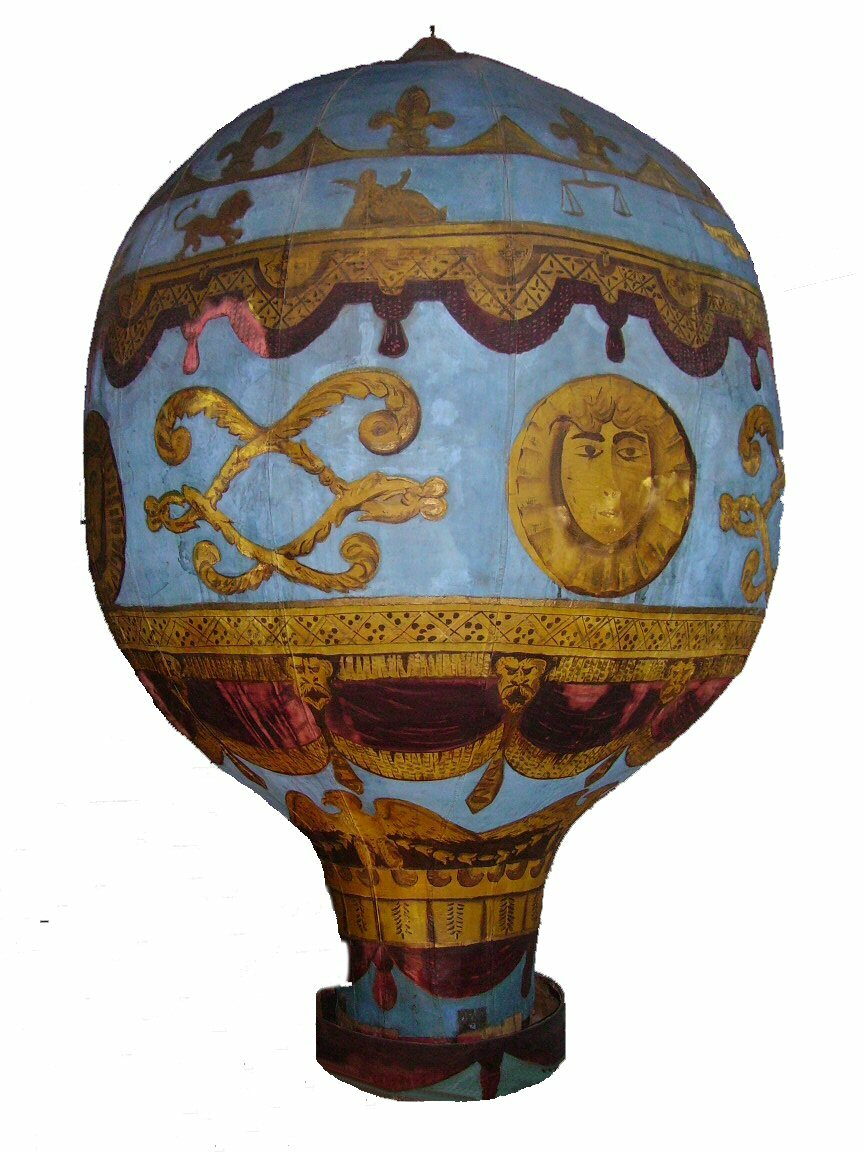
Mongolfière inventée par les frères Montgolfier.

- 1705 : parapluie pliant (dénommé « parasol-parapluye brisé à porter dans sa poche »), Jean Marius[6],[7],[8]
- 1707 : bateau à vapeur, Denis Papin
- 1710 : bidet (meuble)
- 1714 : mat de charge, F. Ressin
- 1719 : papier à fibre de bois, Réaumur
- 1725 : métier à tisser programmable par ruban perforé, Basile Bouchon
- 1732 : tube de Pitot, Henri Pitot
- 1738 : Automate joueur de flute, Jacques de Vaucanson
- 1743 : ascenseur à contrepoids, De Velayer
- 1744 : réverbère, Dominique-François Bourgeois
- 1745 : opération de la cataracte par ablation du cristallin, Jacques Daviel
- 1747 : électromètre (mesure de la charge électrique), Jean Antoine Nollet
- 1747 : imperméabilisation des vêtements, François Fresneau de La Gataudière[9]
- 1748 : horloge à échappement à détente, Pierre Le Roy
- 1750 : semoir mécanique à alvéoles, Henri Louis Duhamel du Monceau
- 1751 : tour (machine-outil) à charioter, Jacques de Vaucanson
- 1751 : machine à raboter, Nicolas Focq
- 1754 : semoir à cuiller, Diancourt
- 1754 : aquatinte, procédé de gravure, François-Philippe Charpentier
- 1756 : sauce mayonnaise
- 1759 : clavecin électrique, Jean-Baptiste Thillaie Delaborde
- 1760 : liquide fumant de Cadet, composé organométallique, Louis Claude Cadet de Gassicourt
- 1765 : ceinture de sauvetage, Jean-Baptiste de La Chapelle
- 1768 : aréomètre (mesure de la masse volumique d'un liquide), Antoine Baumé
- 1768 : tuyau en caoutchouc, J. Macquer

- 1770 : automobile, Joseph Cugnot

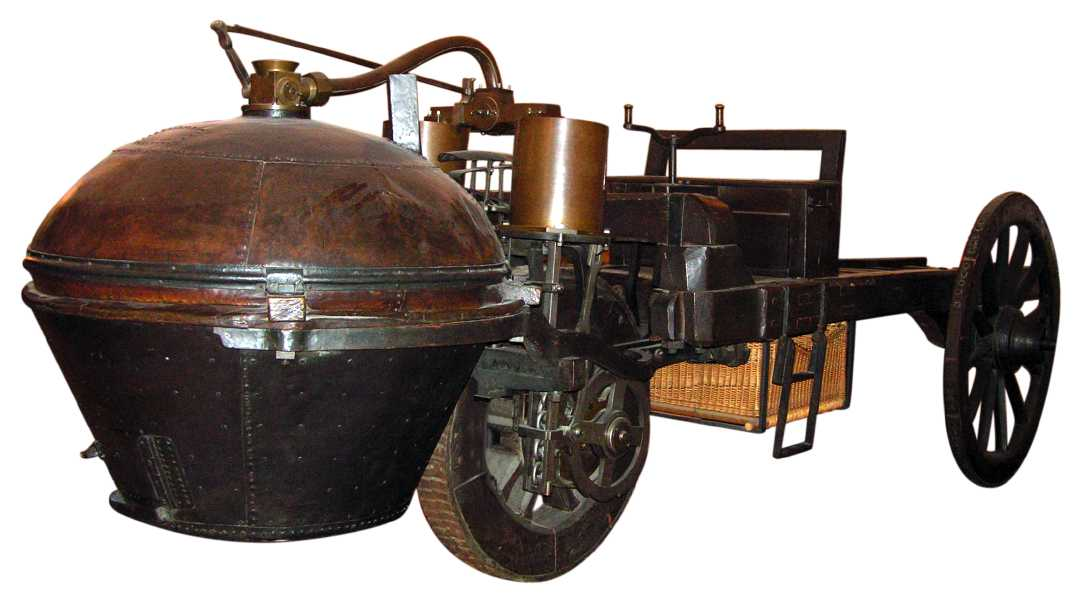
Le Fardier de Cugnot -modèle de 1771-, conservé au musée des arts et métiers de Paris.

- 1770 : métier à tisser à chaîne, Jacques de Vaucanson
- 1770 : dentier en porcelaine, Alexis Duchateau[10]
- 1775 : eau de Javel, Claude-Louis Berthollet
- 1776 : métier à dentelles, Leturc
- 1780 : calorimètre (mesure des quantités de chaleur), Antoine Lavoisier et Pierre-Simon de Laplace[11]
- 1780 : machine à vapeur à chaudière tubulaire, Charles Dallery
- 1783 : Aérostat (montgolfière), Joseph et Étienne de Montgolfier
- 1783 : Ballon à gaz d'hydrogène, les frères Anne-Jean et Nicolas-Louis Robert et Jacques Charles
- 1783 : parachute, Louis-Sébastien Lenormand
- 1791 : guillotine, Antoine Louis
- 1791 : camembert, Marie Harel, Charles-Jean Bonvoust : Marie Harel détenait sans doute cette recette de sa mère Marie-Catherine Fontaine, dont le fromage était vendu sur les marchés de Camembert dans l'Orne
- 1791 : synthèse de la soude à partir de sel marin, (procédé Leblanc), Nicolas Leblanc
- 1793 : ambulance volante, Dominique-Jean Larrey
- 1794 : télégraphie aérienne, Claude Chappe

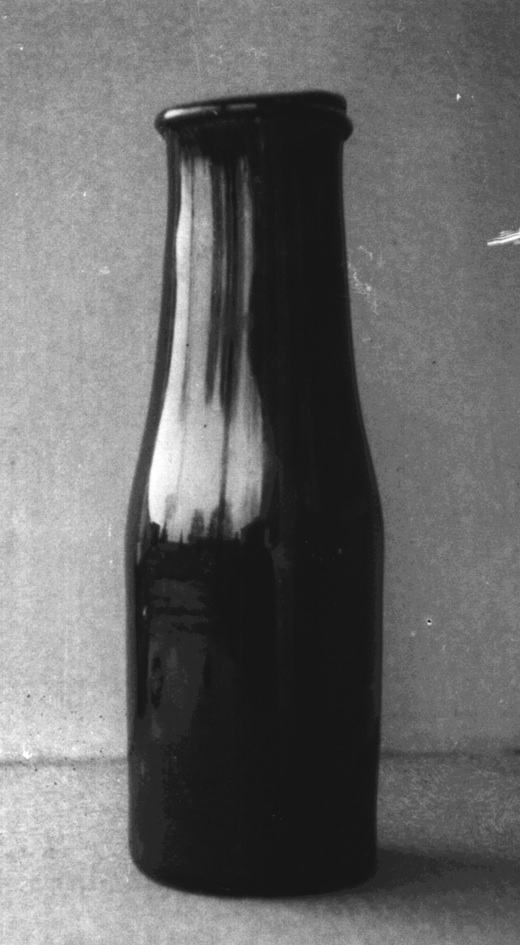
Bouteille à conserve Appert.

- 1795 : conserve alimentaire, Nicolas Appert
- 1795 : crayon, Nicolas-Jacques Conté
- 1795 : poudre à canon au chlorate de potassium, Claude-Louis Berthollet
- 1795 : bélier hydraulique, Joseph-Michel Montgolfier
- 1798 : machine à fabriquer du papier en continu, Louis Nicolas Robert
- 1798 : montre à échappement et à cheville, L. Perron
- 1799 : système international d'unités

## Années 1800

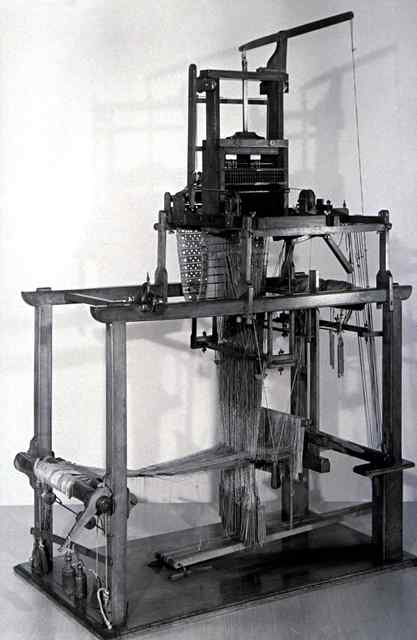
Métier à tisser Jacquard.

- 1800 : cafetière à percolation, Jean-Baptiste de Belloy
- 1800 : semoir à barillet, Christophe-Joseph-Alexandre Mathieu de Dombasle
- 1800 : spéculum, Joseph Récamier (réinvention, déjà utilisé durant l'antiquité)
- 1801 : métier à tisser Jacquard, Joseph Marie Jacquard
- 1801 : harpe à double mouvement, Sébastien Érard
- 1801 : gaz d'éclairage, Philippe Lebon
- 1805 : allumettes, Jean-Joseph-Louis Chancel
- 1807 : pyréolophore, moteur à combustion interne, Claude Niépce et Nicéphore Niépce

## Années 1810

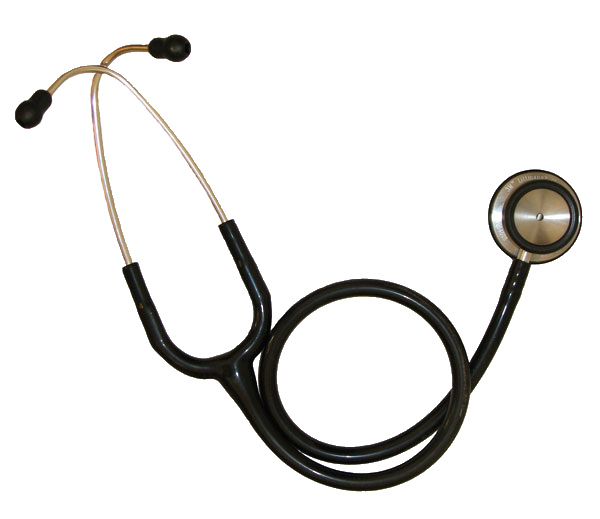
Stéthoscope.

- 1810 : machine à filer le lin, Philippe de Girard
- 1810 : piano à pédale, Sébastien Érard
- 1815 : sécateur, Antoine François Bertrand de Molleville
- 1816 : cardeuse mécanique de laine, Godard
- 1817 : alambic à distillation continue, Charles Derosne
- 1818 : chaux hydraulique, Louis Vicat
- 1818 : géothermie, François de Larderel
- 1818 : tunnelier, Marc Isambart Brunel
- 1818 : Amorce à percussion, François Prélat
- 1819 : mesure de la tension artérielle, Jean-Léonard-Marie Poiseuille
- 1819 : stéthoscope, René-Théophile-Hyacinthe Laennec
- 1819 : casserole, Jean-Yves Bornet

## Années 1820

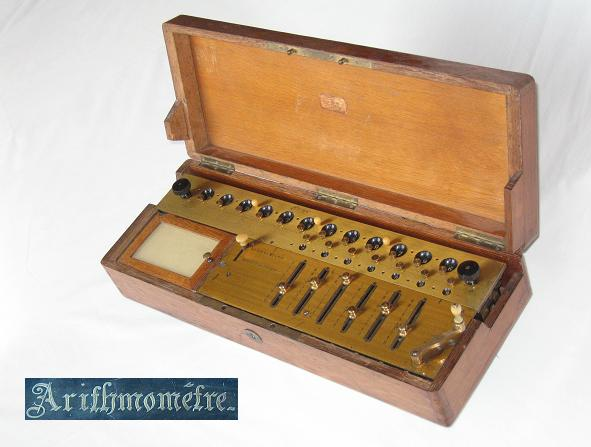
Arithmomètre.

- 1820 : arithmomètre, machine à calculer mécanique, Charles Xavier Thomas de Colmar
- 1821 : lentille à échelon, Augustin Fresnel
- 1821 : frein de Prony, type de frein, Gaspard de Prony
- 1822 : lithotriteur, (traitement des calculs rénaux), Jean-Jacques-Joseph Leroy d'Étiolles
- 1822 : chronographe encreur, Nicolas Matthieu Rieussec
- 1822 : pont suspendu à câbles, Marc Seguin
- 1823 : bougie stéarique, Eugène Chevreul :
- 1823 : pont suspendu à câbles métalliques, Marc Seguin
- 1824 : alcoomètre, Louis Joseph Gay-Lussac
- 1825 : obusier Paixhans, Henri-Joseph Paixhans
- 1825 : photographie, Nicéphore Niepce
- 1826 : dérouleuse pour bois, J. Pape
- 1827 : différentiel, Onésiphore Pecqueur (réinvention, déjà connu durant l'Antiquité[réf. nécessaire])
- 1827 : roue en dessous à aube courbe, Jean-Victor Poncelet
- 1827 : sténotype, Benoît Gonod
- 1827 : synthèse chimique du bleu-outremer, Jean-Baptiste Guimet
- 1827 : chaudière tubulaire à tubes d’eau intérieurs, Marc Seguin
- 1828 : taille-crayon, Bernard Lassimone[12]
- 1828 : cartouche à broche, Casimir Lefaucheux
- 1829 : locomotive à chaudière tubulaire, Marc Seguin
- 1829 : système Braille, Louis Braille
- 1829 : serrure incrochetable, Alexandre Fichet
- 1829 : serrure à deux pennes, Charles-Louis Sterlin et Eugène Bricard
- 1829 : charrue Pluchet, Vincent Charlemagne Pluchet

## Années 1830

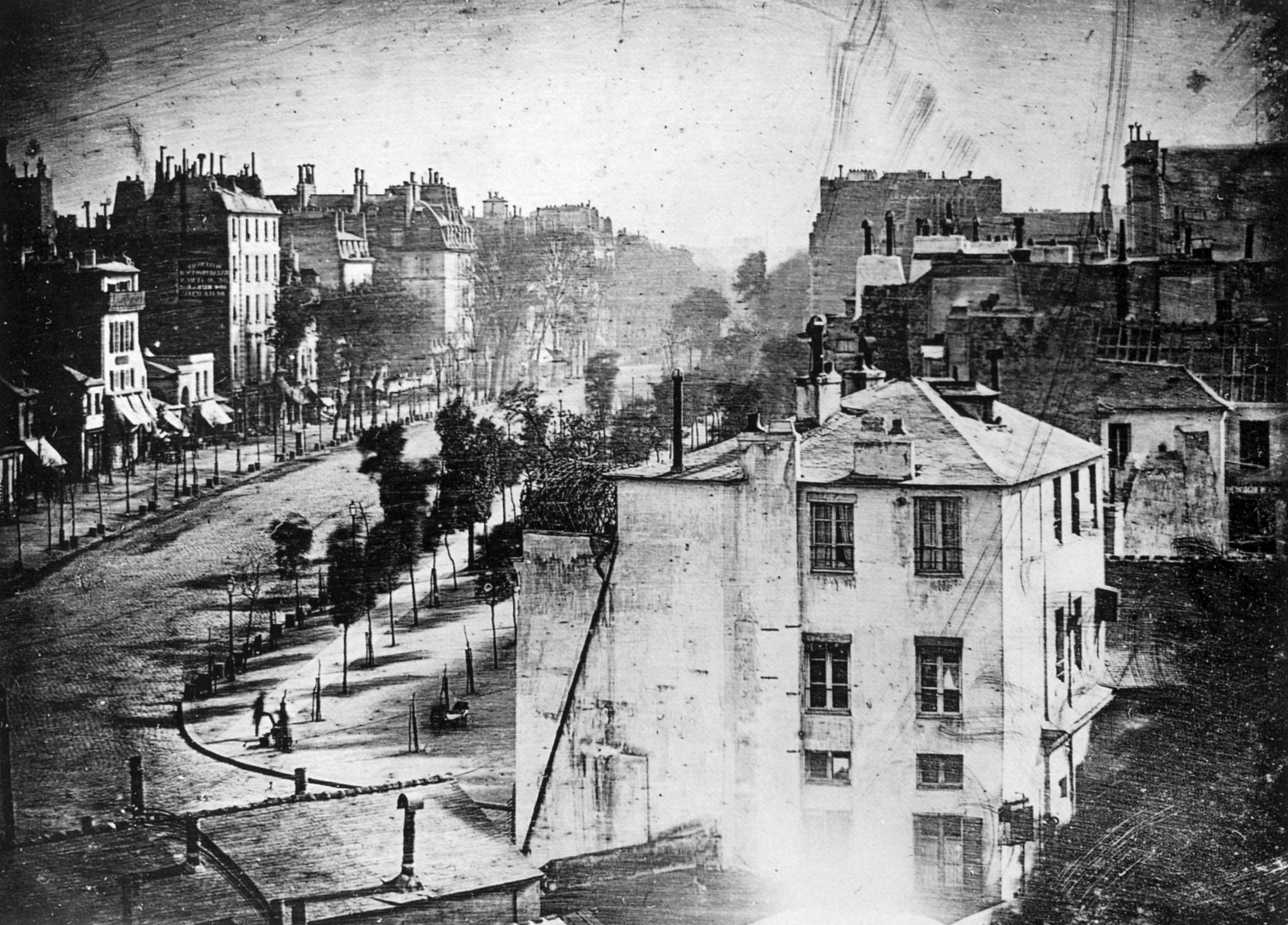
Daguerréotype.

- 1830 : machine à coudre, Barthélemy Thimonnier
- 1830 : objectif photographique, Chevalier
- 1830 : tour (machine-outil) universel, Étienne Calla
- 1830 : balles (d'arme à feu) cylindro-coniques et cylindro-sphériques, Henri-Gustave Delvigne
- 1831 : allumette phosphoriques à friction, Charles Sauria
- 1831 : fabrication industrielle des briques, Auguste Virebent[13]
- 1832 : alternateur électrique, Hippolyte Pixii
- 1832 : turbine hydraulique, Benoît Fourneyron
- 1832 : aquarium, Jeanne Villepreux-Power
- 1834 : otoscope, instrument médical pour l'appareil auditif, Jean-Pierre Bonnafont
- 1835 : polychlorure de vinyle (PVC), Henri Victor Regnault
- 1835 : machine à cintrer, E. Philippe
- 1835 : tuile mécanique, Joseph Gillardoni
- 1836 : turbine axiale, Pierre Fontaine-Baron
- 1836 : chromolithographie, impression en couleur, Godefroy Engelmann
- 1836 : fibre de verre, Ignace Dubus-Bonnel
- 1837 : siphon à soda, Antoine Perpigna[14]
- 1838 : daguerréotype, Louis Daguerre
- 1838 : détendeur, Manuel Théodore Guillaumet son invention ne connut pas de suite et celle du détendeur de Benoît Rouquayrol et d'Auguste Denayrouze (de 1864, que perfectionnèrent Cousteau et Gagnan en 1943) se produisit indépendamment
- 1839 : cellule photovoltaïque, Antoine Becquerel
- 1839 : limonaire, Joseph et Antoine Limonaire

## Années 1840

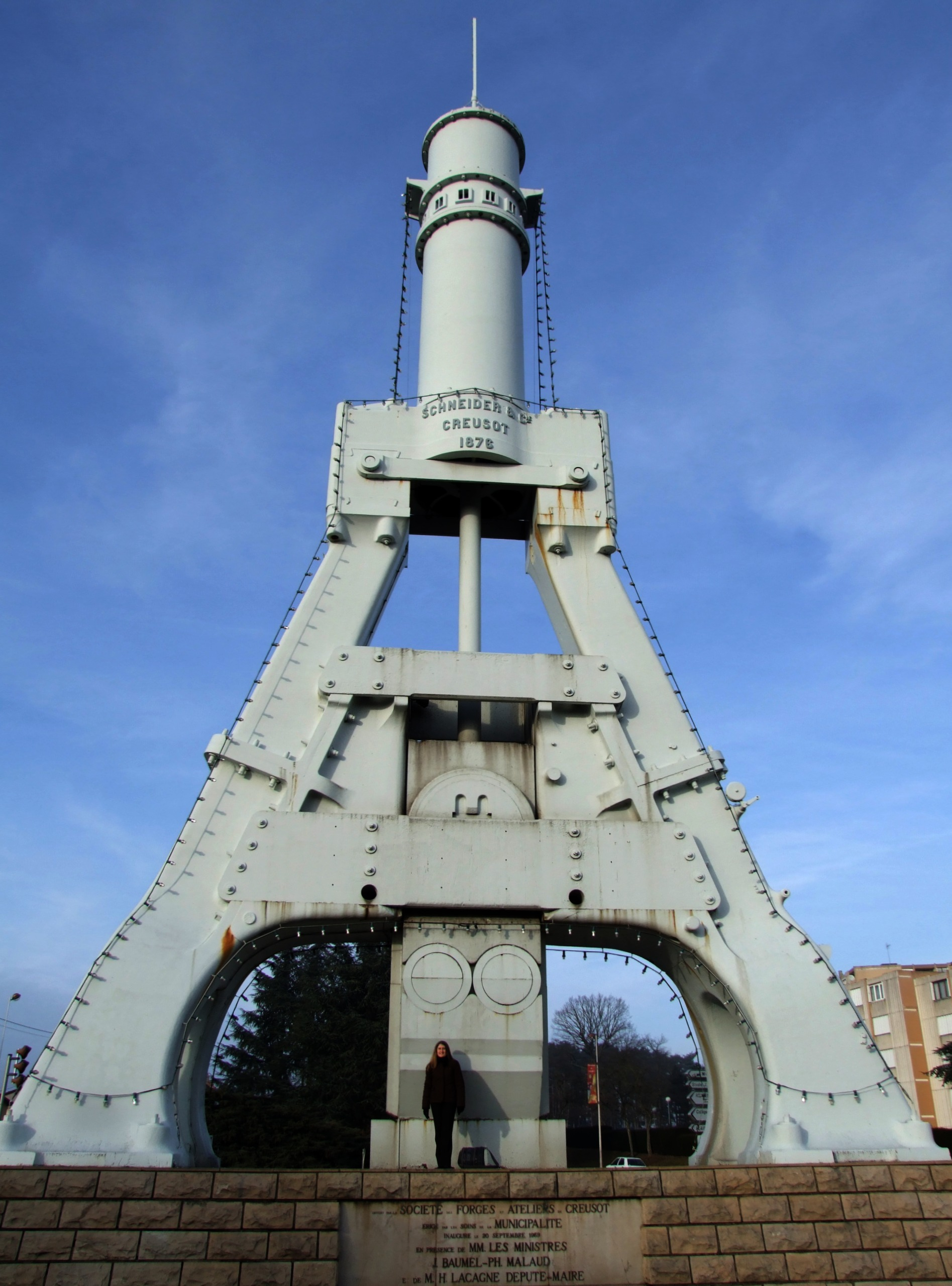
Marteau-pilon du Creusot.

- 1840 : massicot (machine à couper le papier), Guillaume Massiquot
- 1840 : procédé Triger de fondation par air comprimé, Jacques Triger
- 1840 : ciment moderne, Louis Vicat
- 1840 : carabine à tige, Louis Étienne Thouvenin
- 1840 : métier rectiligne à volant, Poivret
- 1840 : véhicule à air comprimé, Antoine Andraud, Cyprien Tessié du Motay
- 1841 : tuile à emboîtement (tuile mécanique), Gilardoni Frères
- 1841 : marteau-pilon, François Bourdon (Le Creusot)
- 1841 : bobine d'induction, Antoine Masson, Louis Breguet
- 1842 : arithmaurel, Timoleon Maurel
- 1842 : harmonium, instrument de musique, Alexandre-François Debain
- 1842 : canon à frein de bouche, Antoine Hector Thésée Treuille de Beaulieu
- 1842 : montre à remontoir à étrier, Adrien Philippe
- 1843 : hélice moderne (à pales), Augustin Normand, John Barnes [15]
- 1844 : synthèse de la digitaline (médicament pour le cœur), Claude-Adolphe Nativelle
- 1844 : baromètre anéroïde, Lucien Vidie
- 1845 : cartouche à percussion annulaire, Louis-Nicolas Flobert
- 1846 : serrure à combinaison, Alexandre Fichet
- 1847 : réveille-matin réglable, Antoine Redier
- 1847 : marégraphe, Antoine-Marie Chazallon
- 1847 : photographie sur verre, Abel Niépce de Saint-Victor
- 1847 : ciment armé, Joseph Lambot
- 1847 : mètre ruban, Alexis Lavigne
- 1848 : micromètre, Jean-Louis Palmer
- 1848 : balle Minié, Montgomery, Henri-Gustave Delvigne, Claude Étienne Minié
- 1849 : Tube de Bourdon (manomètre métallique), Eugène Bourdon

## Années 1850

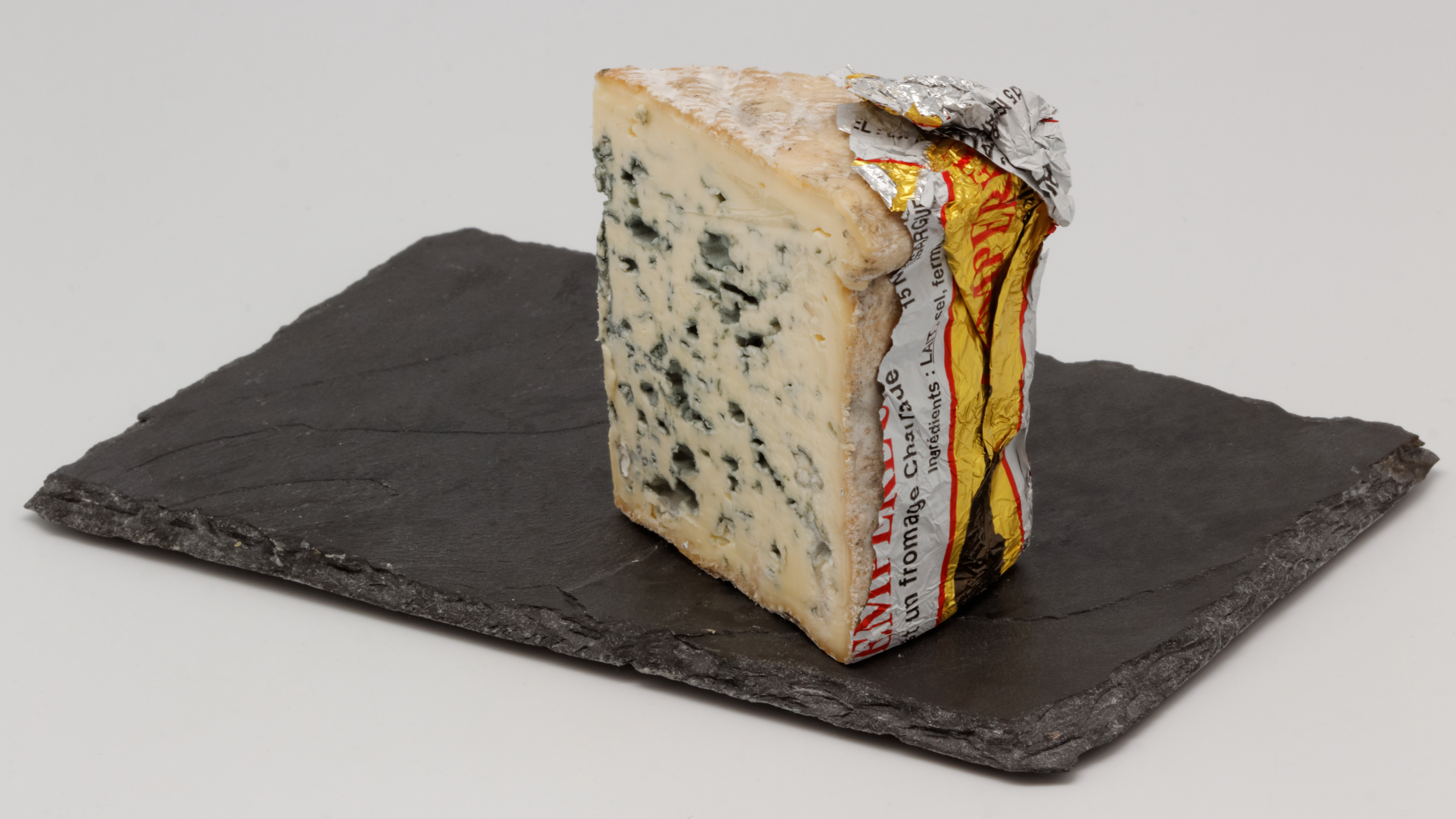
Bleu d'Auvergne.

- 1850 : colloïde photosensible (gravure photomécanique), Alphonse Poitevin
- 1850 : bleu d'Auvergne, (fromage), Antoine Roussel
- 1850 : navire de ligne à vapeur, le Napoléon, Henri Dupuy de Lôme
- 1851 : photographie par plaque de verre, Claude Félix Abel Niépce de Saint-Victor
- 1852 : cuirassé à coque en fer, La Gloire, Henri Dupuy de Lôme
- 1852 : dirigeable Giffard, Henri Giffard
- 1852 : gyroscope, Léon Foucault
- 1852 : ferrotype, technique photographique, Adolphe-Alexandre Martin
- 1853 : aspirine, Charles Frédéric Gerhardt : découverte de l'acide acétylsalicylique et dépôt de brevet
- 1854 : production industrielle de l'aluminium, Henri Sainte-Claire Deville
- 1854 : malle plate, Louis Vuitton [16]
- 1855 : nettoyage à sec, Jean-Baptiste Jolly
- 1855 : machine à vapeur à surchauffeur, Gustave-Adolphe Hirn
- 1855 : frein d'urgence pour les locomotives, Charles-Urbain Bricogne
- 1855 : Métronome électrique ou batteur de mesure électrique pour la direction d'orchestre, Hector Berlioz et Joannes Verbrugghe
- 1856 : sarrusophone, instrument de musique, Pierre-Auguste Sarrus et Pierre-Louis Gautrot
- 1856 : héliogravure, Abel Niépce de Saint-Victor
- 1857 : télescope à miroirs parabolique en verre, Léon Foucault
- 1857 : bétonnière, Cézanne
- 1857 : machine frigorifique à compression, Ferdinand Carré
- 1857 : avion motorisé sans pilote (modèle réduit), Félix du Temple
- 1857 : phonautographe, stylet sur une membrane élastique pour enregistrer la voix humaine, Édouard-Léon Scott de Martinville
- 1858 : injecteur, Henri Giffard
- 1859 : fuchsine, (colorant), Verguin
- 1859 : rouleau compresseur à vapeur, L. Lemoine
- 1859 : microfilm, René Dagron
- 1859 : batterie rechargeable (accumulateur au plomb), Gaston Planté
- 1859 : réfrigérateur à absorption de gaz, Ferdinand Carré
- 1859 : servomoteur, Joseph Farcot
- 1859 : atoxyl, médicament, Antoine Béchamp

## Années 1860

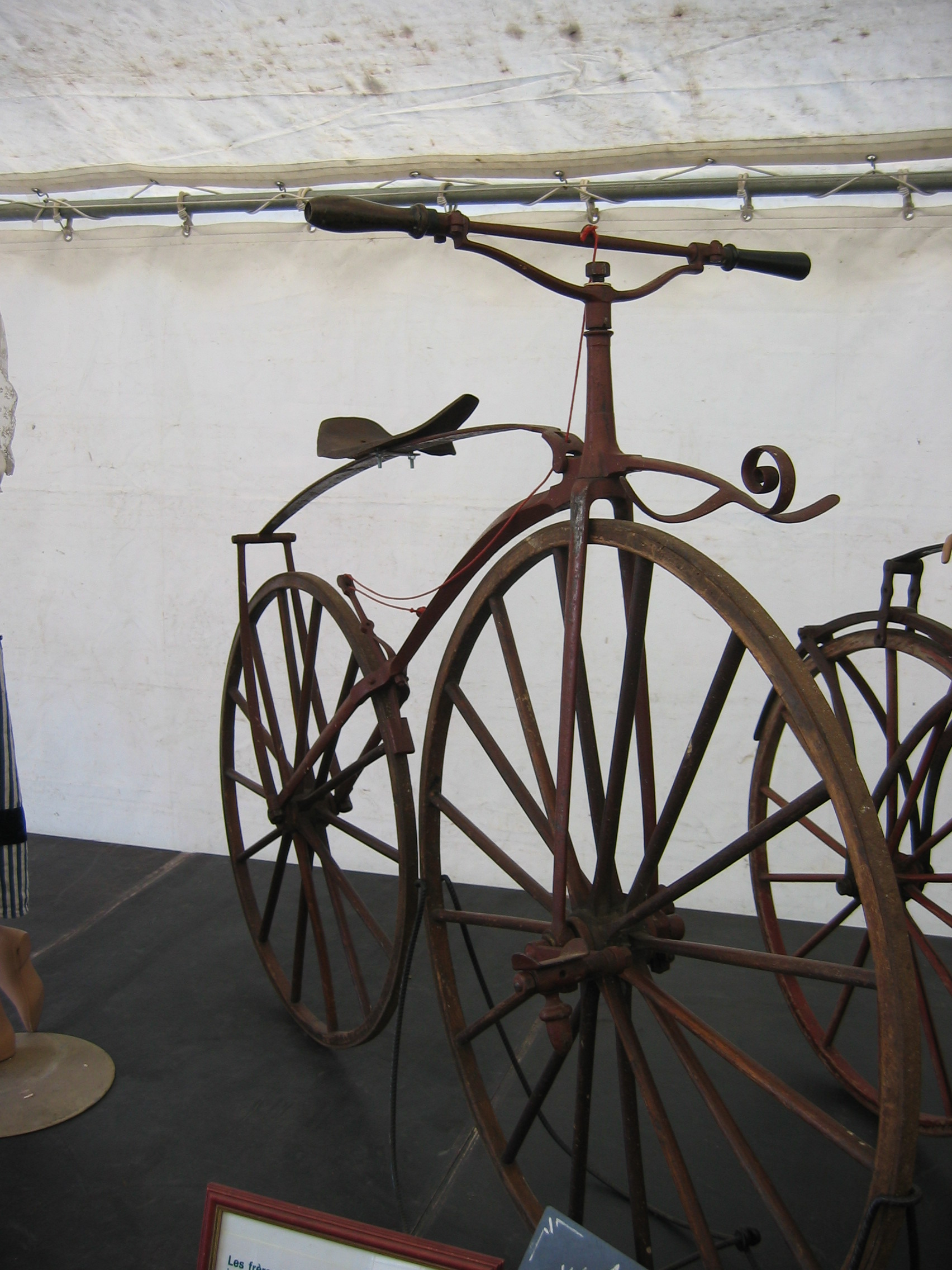
Vélocipède à pédales.

- 1860 : frein à air comprimé, Désiré Martin
- 1860 : bande Velpeau, Alfred Velpeau
- 1860 : excavateur à godets, Alphonse Couvreux
- 1860 : photosculpture, François Willème
- 1861 : la Chère hélice, prototype d'hélicoptère miniature à moteur à vapeur, dont la chaudière fut une des premières utilisations de l'aluminium, Gustave Ponton d'Amécourt
- 1861 : vélocipède à pédales Michaudine, Pierre Michaux
- 1862 : synthèse de l'acétylène, Marcellin Berthelot
- 1863 : le Plongeur, sous-marin à moteur à air comprimé, Charles Brun et Commandant Bourgois
- 1863 : machine frigorifique à l'ammoniac, Ferdinand Carré
- 1864 : scaphandre autonome, (avec bouteilles d'air comprimé) Benoît Rouquayrol et Auguste Denayrouze
- 1865 : four Martin (production de l'acier), Pierre-Émile Martin
- 1865 : pasteurisation, Louis Pasteur
- 1865 : acétate de cellulose, Paul Schützenberger
- 1866 : montre à diapason, Louis Breguet
- 1866 : pile sèche, Georges Leclanché
- 1866 : moteur solaire, Augustin Mouchot
- 1867 : acier à coupe rapide, Henri Aimé Brustlein[17]
- 1867 : ascenseur hydraulique, Félix Léon Edoux
- 1867 : phototypie, procédé d'impression, Cyprien Tessié du Motay et Charles-Raphaël Maréchal
- 1867 : béton armé, Joseph Monier
- 1868 : machine à coudre à pédale, Pierre Cobet
- 1869 : margarine, Hippolyte Mège-Mouriès
- 1869 : roulement à billes pour véhicule, Jules Pierre Suriray
- 1869 : photographie en couleurs, Charles Cros et Louis Ducos du Hauron
- 1869 : bicyclette à chaîne, Eugène Meyer et André Guilmet[18]
- 1869 : usine frigorifique, Charles Tellier

## Années 1870

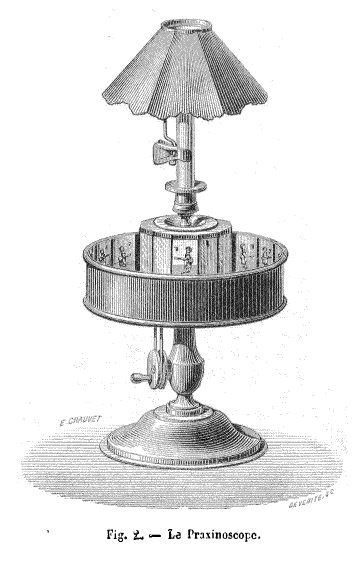
Praxinoscope.

- 1870 : moteur à combustion et explosion, Charles-Joseph Dusaulx
- 1871 : moto, Louis-Guillaume Perreaux
- 1871 : montre à échappement à tourbillon, Abraham-Louis Breguet
- 1871 : planophore, premier aéroplane en modèle réduit, Alphonse Pénaud
- 1872 : bouton de vêtement à quatre trous, Alexandre Massé
- 1872 : douche, François Merry Delabost
- 1874 : verre trempé, La Bastie
- 1874 : code télégraphique Baudot, Émile Baudot
- 1875 : raquette de tennis avec cordage en boyaux, Pierre Babolat
- 1875 : malle-lit (avec un lit dépliant), Louis Vuitton [16]
- 1875 : moteur refroidi par air, A. De Bishop
- 1875 : locomotive compound, Anatole Mallet
- 1876 : navire frigorifique, Charles Tellier
- 1877 : praxinoscope, jouet optique, Émile Reynaud
- 1877 : liquéfaction de l'oxygène, Louis Paul Cailletet
- 1878 : automobile à vapeur produite en série, Amédée Bollée
- 1879 : rhéostat (appareil de réglage du courant électrique), Louis Clerc

## Années 1880

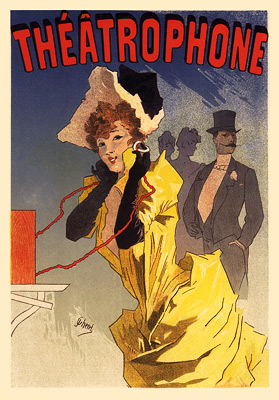
Théâtrophone.

- 1880 : couveuse, Odile Martin, Stéphane Tarnier[19]
- 1880 : magnéto d'allumage basse tension, Fernand Forest
- 1881 : vaccin contre maladie du charbon pour les animaux, Louis Pasteur[20]
- 1881 : bouillie bordelaise (protection de la vigne), Ulysse Gayon et Alexis Millardet
- 1881 : fosse septique, Jean-Louis Mouras, abbé Moigno[21]
- 1881 : hors-bord, Gustave Trouvé
- 1881 : voiture électrique, Gustave Trouvé
- 1881 : théâtrophone, Clément Ader
- 1881 : soudure à l'arc, Auguste de Méritens
- 1881 : bigophone (instrument de musique), Romain Bigot
- 1881 : transport d’électricité à longue distance, Marcel Deprez
- 1882 : transformateur électrique, Lucien Gaulard et John Dixon Gibbs
- 1882 : fusil photographique, Étienne-Jules Marey
- 1883 : pistolet à peinture, Alexandre-Ferdinand Godefroy
- 1884 : soie artificielle, Hilaire de Chardonnet
- 1884 : poudre sans fumée, Paul Vieille
- 1884 : filtre Chamberland, (élimination des micro-organismes), Charles Chamberland
- 1884 : parfum à éléments de synthèse (non naturels), Paul Parquet (en) (Houbigant (parfumeur))
- 1884 : pulvérisateur, Victor Vermorel
- 1884 : automobile mue par un moteur à pétrole à 4 temps, Édouard Delamare-Deboutteville
- 1884 : poubelle, récipient à ordure commun, Eugène Poubelle, préfet de Grenoble, puis de Paris
- 1885 : vaccin contre la rage, Louis Pasteur
- 1885 : Réglettes de Genaille-Lucas, abaque facilitant les calculs, Édouard Lucas, Henri Genaille
- 1885 : carburateur à niveau constant, Fernand Forest
- 1886 : Fougéadoire, instrument permettant l’agrandissement ou la réduction d’une image imprimée en lithographie, Auguste Fougeadoire
- 1886 : production d'aluminium par électrolyse, Paul Héroult
- 1886 : pyromètre thermoélectrique (mesure de la température à distance), Henry Le Chatelier
- 1886 : arracheuse de betteraves, A. Bajac [22]
- 1886 : fusil Lebel, les colonels Gras, Bonnet et Lebel
- 1887 : cubarithme, instrument éducatif pour l’enseignement des mathématiques aux aveugles
- 1887 : four à arc électrique industriel, Paul Héroult
- 1887 : générateur à vaporisation instantanée pour moteur à vapeur[23], Léon Serpollet
- 1888 : machine à écrire pour aveugles (en braille), Auguste Mauler
- 1888 : machine à calculer pouvant extraire les racines carrés, Léon Bollée
- 1888 : sérothérapie, utilisation de sérum en médecine, Charles Richet
- 1888 : fer à friser électrique, Alexandre-Ferdinand Godefroy
- 1888 : théâtre optique, Charles-Émile Reynaud
- 1889 : soutien-gorge moderne, Herminie Cadolle[24]
- 1889 : calculatrice à crosses (Arithmographe), Louis Troncet
- 1889 : réchaud transparent à alcool, Henri Gautreau

## Années 1890

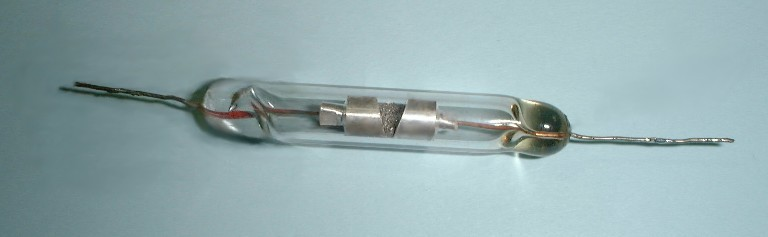
Cohéreur à limailles.

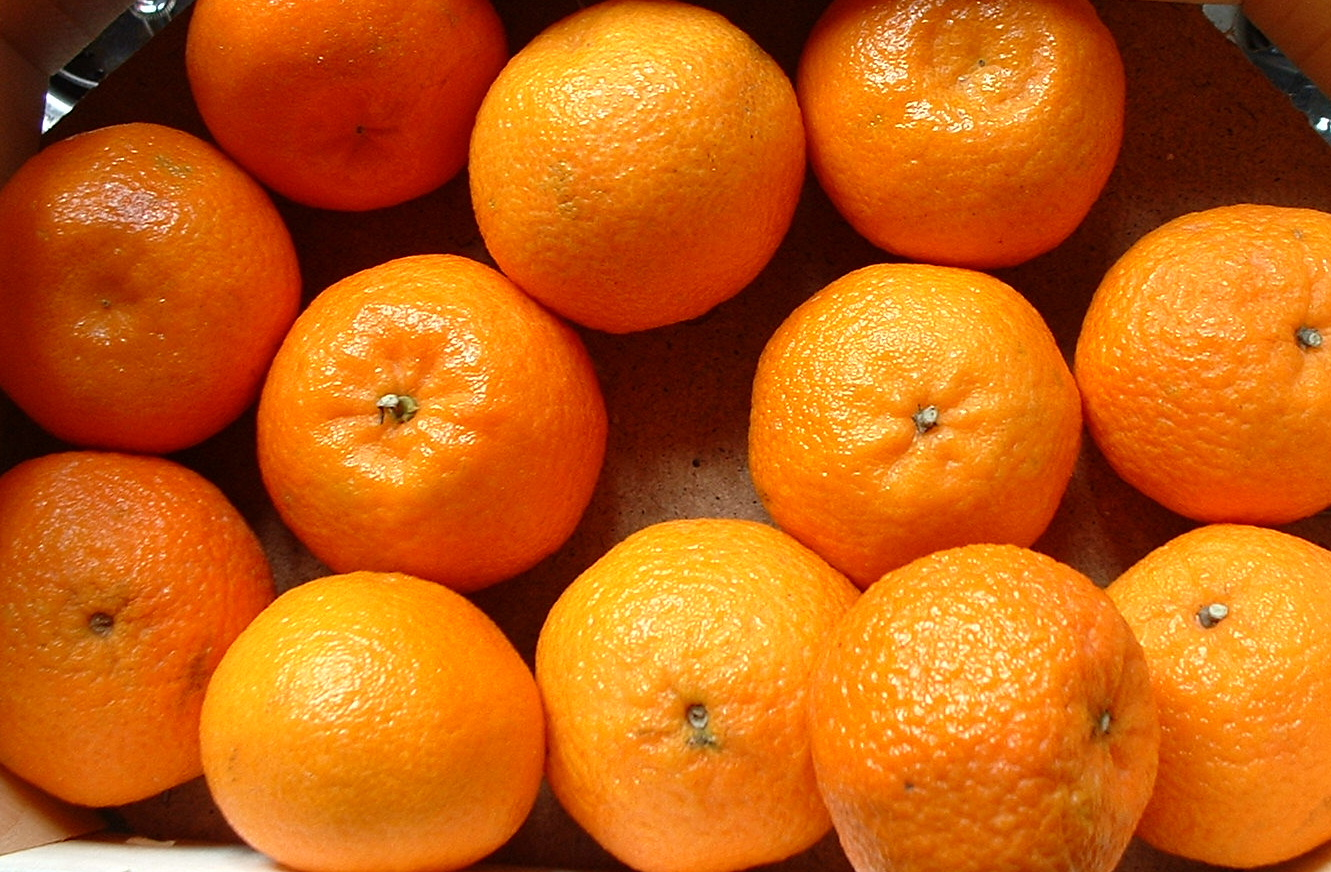
Clémentine.

- 1890 : locomotive thermoélectrique, Jean-Jacques Heilmann
- 1890 : appareil volant (Éole) précurseur de l'avion, Clément Ader
- 1890 : rayonne (cuprammonium), Louis Henri Despeissis
- 1890 : sèche-cheveux, Alexandre-Ferdinand Godefroy [25]
- 1890 : cohéreur à limailles, (détecteur d'onde électromagnétiques) Édouard Branly
- 1891 : sérum antidiphtérique, Émile Roux
- 1891 : anaglyphe (images vues en relief), Louis Ducos du Hauron
- 1891 : pneumatique démontable à chambre à air pour vélo, Édouard Michelin[26]
- 1891 : Spectroheliographe, Henri Deslandres[27]
- 1891 : Photographie en couleurs par franges d'interférence, Gabriel Lippman
- 1891 : carte postale photographique, Dominique Piazza
- 1892 : ballon-sonde, Gustave Hermite et Georges Besançon
- 1892 : clémentine, Vital Rodier
- 1892 : lampe à acétylène, Henri Moissan
- 1893 : éclairage holophane, André Blondel
- 1893 : herse écroûteuse, Antoine Bajac
- 1893 : verre armé, L. Appert
- 1893 : oscillographe, (étude graphique des courants), André Blondel[28]
- 1894 : machine à fabriquer les bouteilles, Claude Boucher[29]
- 1894 : Projecteur de cinéma, Auguste et Louis Lumière
- 1894 : télégraphe à retransmetteur automatique, Émile Baudot
- 1894 : premier pneu pour voiture hippomobile, Michelin
- 1895 : premier pneu pour automobile, Michelin (l'Éclair), Michelin[26]
- 1895 : dérailleur pour vélo, « polycelere », Jean Loubeyre
- 1895 : automobile à allumage par batterie, Albert de Dion, De Dion-Bouton
- 1895 : camion à moteur à essence, Panhard et Levassor[30]
- 1896 : canon à frein hydropneumatique (canon de 75), Émile Rimailho, Joseph-Albert Deport, Sainte-Claire Deville
- 1896 : sérum anticholérique, Émile Roux
- 1897 : autorail, Léon Serpollet[31]
- 1897 : hydroglisseur, Charles de Lambert
- 1898 : boîte de vitesses à prise directe, Louis Renault
- 1898 : embrayage à friction, De Dion-Bouton
- 1898 : carbure de bore, Henri Moissan
- 1898 : turbine à vapeur multicellulaire, Auguste Rateau
- 1899 : bobine Oudin, (production d'arc électrique), Paul Oudin, Arsène d'Arsonval

## Années 1900

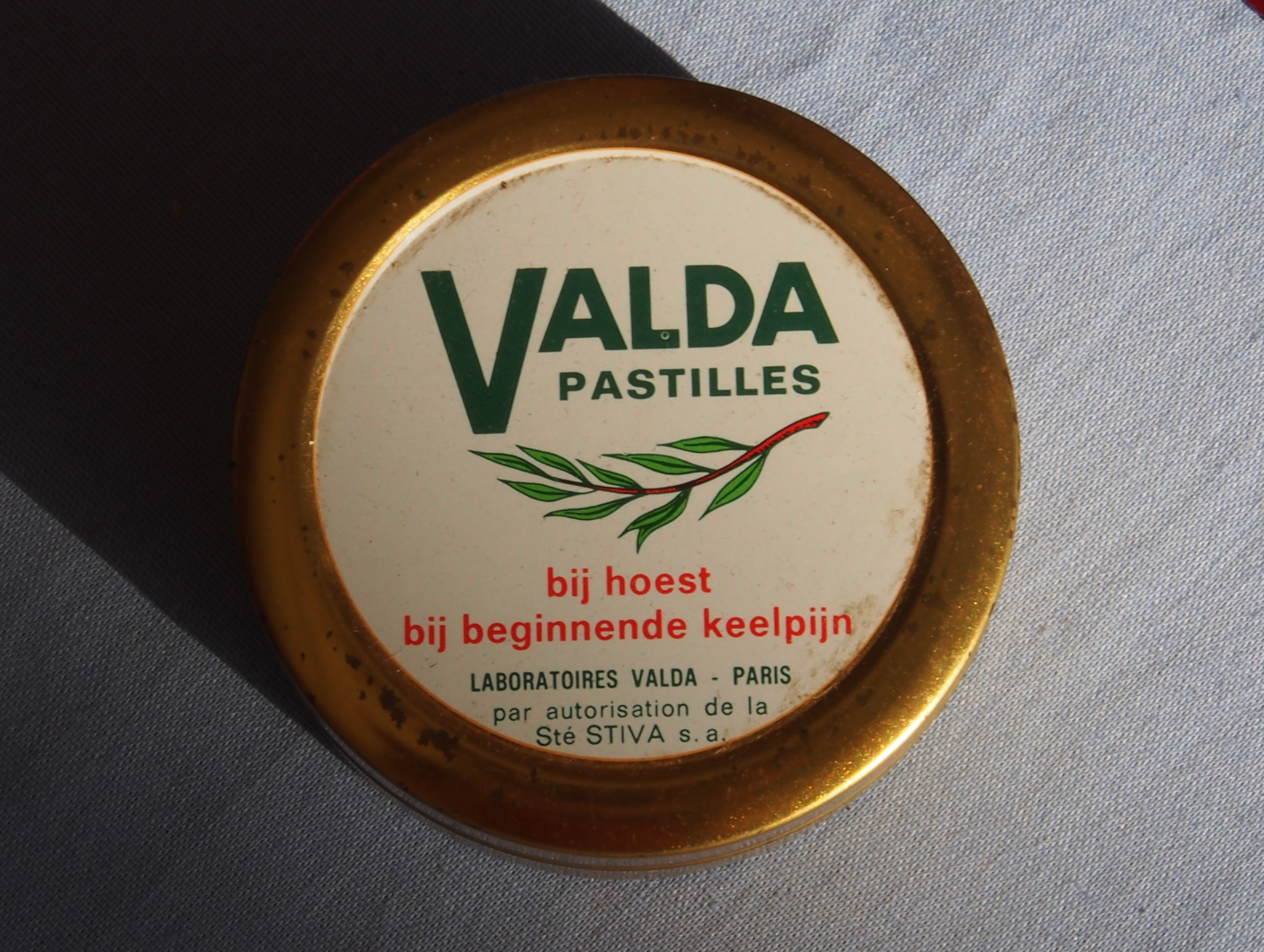
Boîte de pastilles Valda.

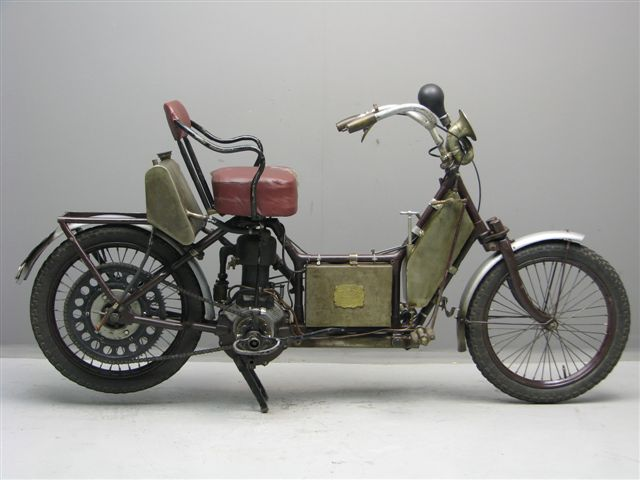
Auto-Fauteuil 490 cm3 (1908) avec moteur à soupapes latérales, à refroidissement à eau maison.

- 1900 : turbine à vapeur à étage de pression, Auguste Rateau
- 1900 : thermomètre à ether de pétrole, Arsène d'Arsonval :
- 1900 : accéléromètre, Eugène Huguenard
- 1900 : Narval, sous-marin moderne à double coque et propulsion mixte, Maxime Laubeuf
- 1900 : Cinéorama, procédé de projection cinématographique sur 360 degrés, Raoul Grimoin-Sanson
- 1900 : premières liaisons radios opérationnelles en mer sur la longueur d'onde des 600 mètres, Camille Papin Tissot
- 1901 : fabrication mécanique du verre par étirage, Émile Gobbe
- 1901 : Lipiodol, médicament à base d'iode et produit de constraste en radiologie, Marcel Guerbet, Laurent Lafay [32]
- 1902 : procédé industriel de liquéfaction de l'air, Georges Claude
- 1902 : moteur multisoupape, Panhard & Levassor
- 1902 : scooter, Société Auto-Fauteuil
- 1902 : moteur V8, Clément Ader
- 1903 : train routier à traction continue, Charles Renard
- 1903 : Stovaïne, anesthésique local de synthèse, Ernest Fourneau[33]
- 1903 : verre feuilleté Triplex, Édouard Bénédictus
- 1903 : bec Meker, appareil de chauffage utilisé en laboratoire, Georges Méker
- 1903 : turbine à gaz à explosion, Armengaud
- 1903 : moto à suspension avant, Truffault (société)
- 1903 : soudage oxyacétylénique, Fouch, Picard
- 1904 : moto à fourche télescopique, Terrot (société)
- 1904 : pastille Valda, Henri-Edmond Canonne
- 1905 : aileron d'avion, Robert Esnault-Pelterie
- 1905 : Pathéchrome, machine à colorier les films, Pathé, Gaumont
- 1905 : pneu à clous, Michelin[26]
- 1905 : test d'intelligence, Alfred Binet et Théodore Simon
- 1906 : Aéromotocyclette, une moto tractée par une hélice, Ernest Archdeacon
- 1906 : manche à balai d'avion, Robert Esnault-Pelterie
- 1906 : lyophilisation, Arsène d'Arsonval et F. Bordas
- 1907 : teinture de synthèse pour les cheveux, Eugène Schueller
- 1907 : autochrome (photographie en couleur), Auguste et Louis Lumière
- 1907 : pétanque, Jules Hugues
- 1907 : avion monoplan, Robert Esnault-Pelterie
- 1907 : stéréo-cinéma, appareil optique, Émile Reynaud
- 1907 : hélicoptère, Paul Cornu
- 1907 : test Mantoux pour la détection de la tuberculose, Charles Mantoux
- 1907 : boîte de vitesses automatique, Fernand Forest
- 1908 : bélinographe, (transmission d'images à distance) Édouard Belin
- 1909 : transmission instantanée d'images, préfigurant la télévision, Georges Rignoux et A. Fournier
- 1909 : Cent-Vues, appareil photographique utilisant le 35 millimètres, médaille d'or au concours Lépine, Étienne Mollier

## Années 1910
- 1910 : Croque-monsieur

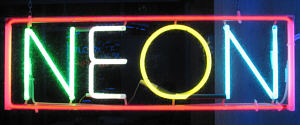
Tube au néon, inventé par Georges Claude.

- 1910 : tube au néon, Georges Claude
- 1910 : hydravion, premier vol autonome, Henri Fabre (Hydravion Canard)[34]
- 1910 : variateur de vitesse pour moto, Société Terrot
- 1910 : avion volant à plus de 100 km/h, Louis Blériot
- 1910 : autochenille, Adolphe Kégresse
- 1910 : Simulateur de vol, Léon Levavasseur, Hubert Latham, Georges Clolus, Alex Laffont, Pierre Clavenad
- 1911 : radiophare, André Blondel
- 1911 : badin, instrument de mesure de la vitesse d'un avion, Raoul Badin
- 1912 : avion entièrement métallique « Tubavion », Charles Ponche et Maurice Primard
- 1912 : fréquencemètre, René Barthélémy
- 1912 : un des systèmes de TSF, Lucien Rouzet
- 1913 : poste de triage automatique
- 1913 : roue en acier démontable (roue de secours), Michelin[26]
- 1913 : statoréacteur, René Lorin[35]
- 1914 : palmes modernes, Louis de Corlieu
- 1915 : sonar, Paul Langevin
- 1915 : tulle gras, type de pansement, Auguste Lumière
- 1915 : tube de rouge à lèvres coulissant, Maurice Levy[36]
- 1916 : fusées Le Prieur, roquettes incendiaires pour avion, Yves Le Prieur
- 1917 : char de combat à tourelle pivotante, Renault FT, Renault
- 1917 : béton compacté mécaniquement, Eugène Freyssinet
- 1917 : catadioptre, Henri Chrétien[37]
- 1917 : avion sans pilote, Max Boucher
- 1917 : récepteur radio à changement de fréquence, Lucien Lévy
- 1917 : phagothérapie, guérison par des bactériophages, Félix d'Hérelle
- 1917 : stroboscope électrique, Étienne Œhmichen

## Années 1920

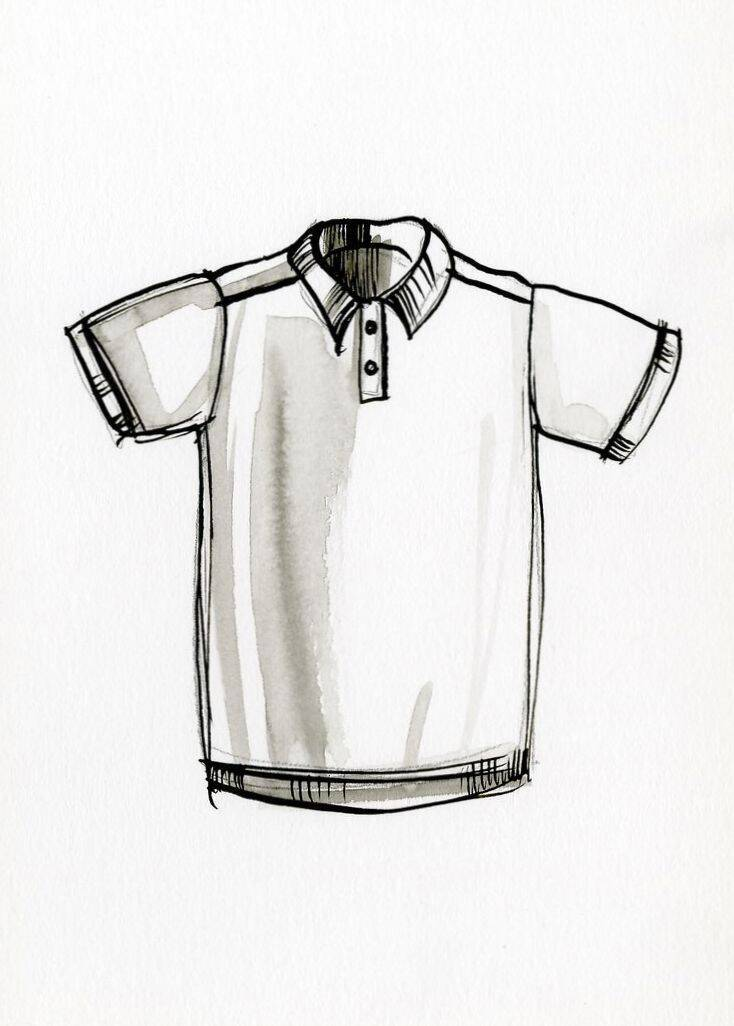
Polo.

- 1921 : Varinette, instrument de musique inventé par l'abbé Jean-Édouard Varin
- 1921 : le BCG, vaccin antituberculeux, Albert Calmette et Camille Guérin
- 1921 : Acétarsol, médicament anti-infectieux, Ernest Fourneau
- 1921 : avion de plus de 300 km/h, Nieuport-Delage
- 1922 : rustine, Louis Rustin
- 1923 : machine à affranchir le courrier, Philippe Tiranty
- 1924 : vaccin contre le tétanos, Gaston Ramon[38]
- 1924 : Vaccin contre la diphtérie, Gaston Ramon[39],[40]
- 1924 : suspension oléopneumatique, Georges Messier
- 1925 : Procédé Ugine-Perrin, méthode permettant d'obtenir de l'acier inoxydable, René Perrin
- 1925 : vaccin avec adjuvant, Gaston Ramon
- 1926 : polo (vêtement), René Lacoste et André Gillier
- 1926 : joint Tracta, joint de cardan joint homocinétique pour traction avant, Jean-Albert Grégoire et Pierre Fenaille
- 1926 : CinemaScope, (Hypergonar), Henri Chrétien
- 1926 : turbocompresseur pour avion, Auguste Rateau
- 1926 : premier pneu Confort pour poids lourd, Michelin
- 1927 : carottage électrique, (détection du pétrole) Frères Schlumberger
- 1927 : ABS (anti blocage des roues), Gabriel Voisin[41]
- 1927 : radiosonde, (étude de l'atmosphère), Robert Bureau et Pierre Idrac
- 1928 : précontrainte du béton, Eugène Freyssinet
- 1928 : craquage catalytique (chimie), Eugène Houdry
- 1928 : ondes Martenot, instrument de musique électronique, Maurice Martenot
- 1929 : premier pneu pour chemin de fer, Michelin[26]
- 1929 : Micheline (transport), Michelin[26]

## Années 1930

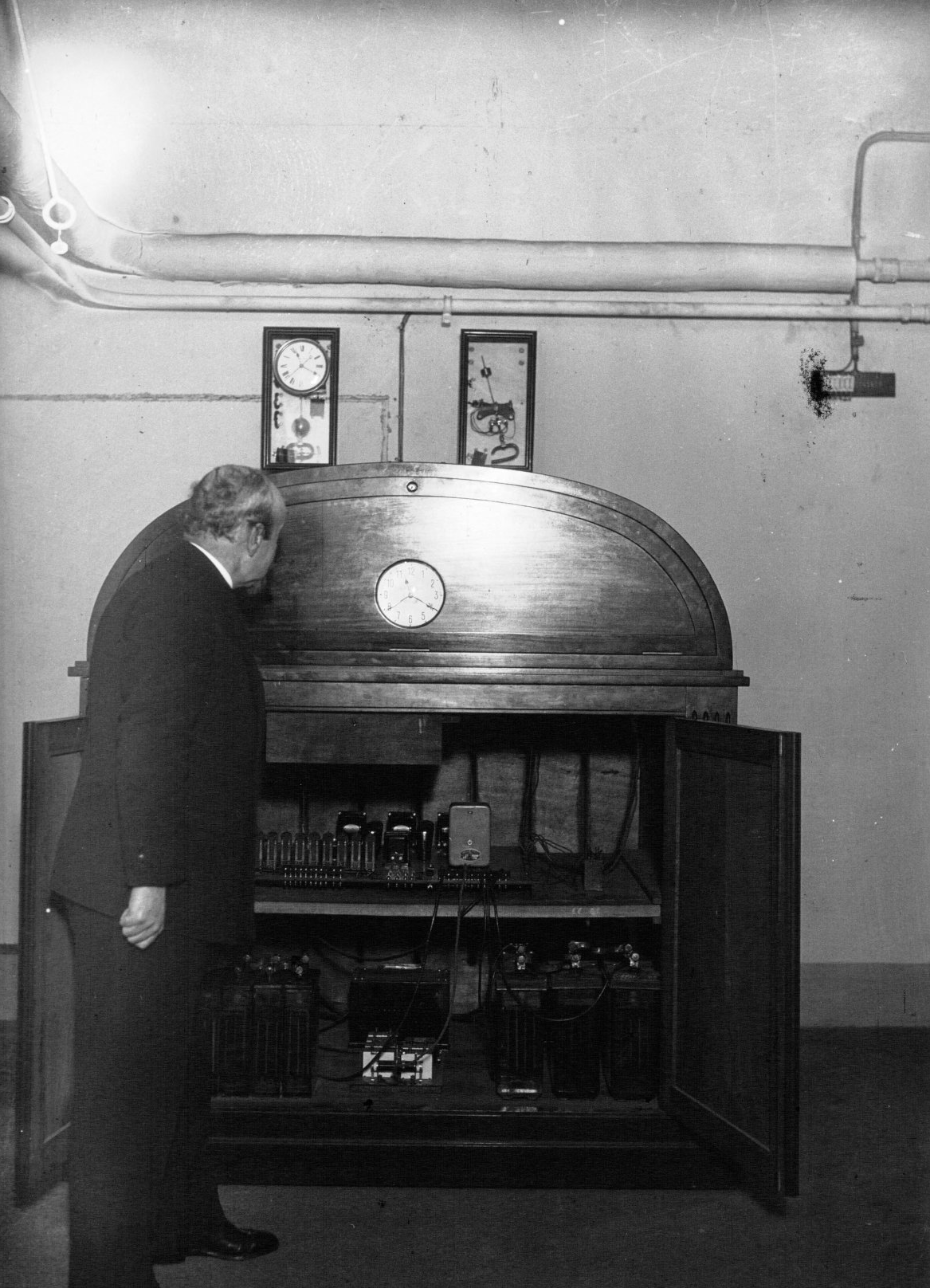
Horloge parlante de l'Observatoire de Paris en 1933.

- 1930 : coronographe permettant l'étude du soleil, Bernard Lyot
- 1930 : Élytroplan, empennage d'avion en "T", Charles de Rougé
- 1930 : orgue électronique, Edouard Coupleux et Joseph Givelet[42]
- 1930 : exploitation de l'énergie thermique des mers, Georges Claude
- 1930 : rhodoquine, médicament contre le paludisme, Ernest Fourneau à l'Institut Pasteur
- 1930 : antivol Neiman, Abram Neiman
- 1931 : suspension automobile à quatre roues indépendantes, André Dubonnet et Antoine-Marie Chedru
- 1931 : boîte de vitesses Cotal à commande électromagnétique, Jean Cotal
- 1932 : vaccin contre la fièvre jaune, Jean Laigret et Andrew Sellards[43]
- 1933 : Pipéroxane, premier médicament antihistaminique (contre les allergies), Ernest Fourneau et Daniel Bovet
- 1933 : Horloge parlante, Ernest Esclangon
- 1934 : radioactivité artificielle, Irène et Frédéric Joliot-Curie
- 1934 : radar décimétrique : Émile Girardeau dépose un brevet et effectue des tests sur ce type particulier de radars. À la même époque, le Britannique Robert Watson-Watt, l'Américain Robert Morris Page, l'Allemand Hans-Karl von Willisen et d'autres travaillent de façon indépendante et déposent leurs propres brevets. Cependant, le premier à réaliser un ancêtre de l'appareil est l'Allemand Christian Hülsmeyer en 1904
- 1934 : projecteurs hertziens, Clavier
- 1934 : pneu à lamelles, Michelin[26]

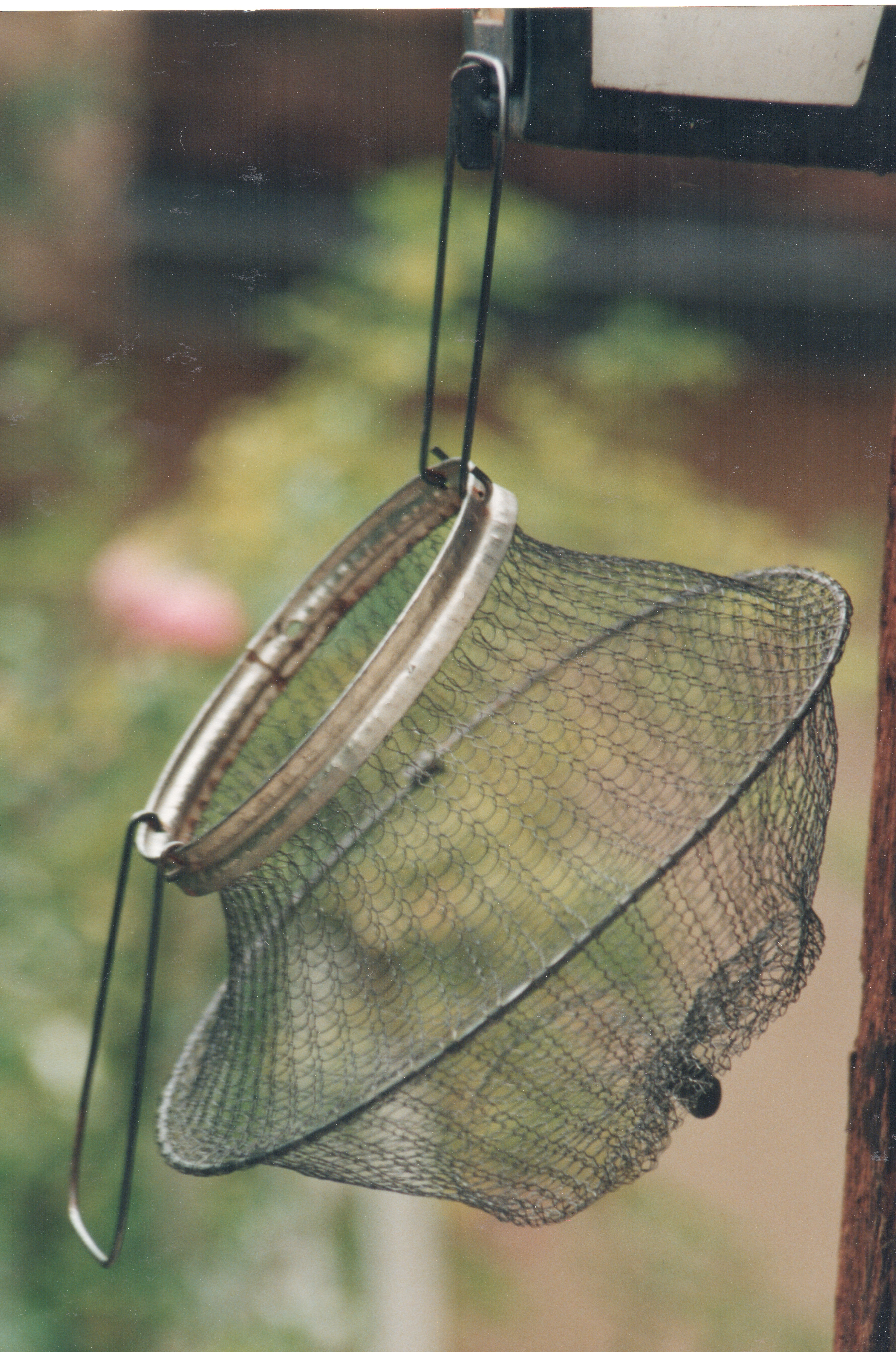
Premier panier à salade souple, 1935.

- 1934 : lampe à lumière froide, René Coustal
- 1935 : propriétés thérapeutiques des sulfamides, J. et Th. Tréfouël, F. Nitti et D. Bovet (Institut Pasteur, laboratoire d'E. Fourneau)[44]
- 1935 : panier à salade souple pliant, dit Le Champion, tissage mécanique, fabriqué de 1935 à 1967, Henri Gautreau
- 1936 : téléski, Jean Pomagalski
- 1936 : malle secrétaire, (malle avec un bureau pliant), Louis Vuitton [16]
- 1937 : Metalic, pneumatique à carcasse d'acier, Michelin[26]
- 1937 : fusil pour pêche sous-marine, Jacques-Yves Cousteau
- 1937 : fusée à étages, Louis Damblanc[45]
- 1938 : Dacorène, premier médicament pour régulariser le rythme cardiaque, Ernest Fourneau (Société Rhone-Poulenc)
- 1938 : premier pneu à toiles métalliques, Michelin
- 1939 : Gramicidine (antibiotique), René Dubos
- 1939 : diaphragme à ouverture automatique, Martin
- 1939 : Brevet de la bombe atomique par Frédéric Joliot-Curie, Hans von Halban et Lew Kowarski

## Années 1940
- 1940 : accumulateur zinc-argent, Henri André[46]
- 1941 : microscope protonique, Claude Magnan et Paul Chanson
- 1941 : Rhofil[47] (fibre textile), J. Corbière
- 1943 : scaphandre autonome moderne à détendeur automatique, Jacques-Yves Cousteau et Émile Gagnan
- 1943 : stigmomètre, dispositif pour appareil photographique, Lucien Dodin
- 1944 : photocomposition (lumitype), René Higonnet et Louis Moyroud[48]
- 1944 : Attache à douille de téléski débrayable, Jean Pomagalski
- 1946 : pneu à carcasse radiale, Michelin[26]
- 1946 : bikini (maillot de bain), Louis Réard (déjà utilisé durant l'antiquité)
- 1946 : VéloSoleX, Maurice Goudard et Marcel Mennesson (société Solex)
- 1946 : codes (automobiles), Pierre Cibié
- 1947 : pansement soluble, Robert Monod
- 1947 : Clavioline, synthétiseur de musique, Constant Martin
- 1948 : skis à fixation de sécurité, Jean Beyl[49] (1926 - 2008)
- 1948 : briquet à gaz, Henry Pingeot
- 1948 : Dilvasène, médicament psychotrope, Ernest Fourneau, Daniel Bovet (Institut Pasteur et Rhône-Poulenc)
- 1949 : Mobylette, Éric Jaulmes et Charles Benoit (Motobécane)
- 1949 : Vaporisateur hypodermique, Scherer

## Années 1950

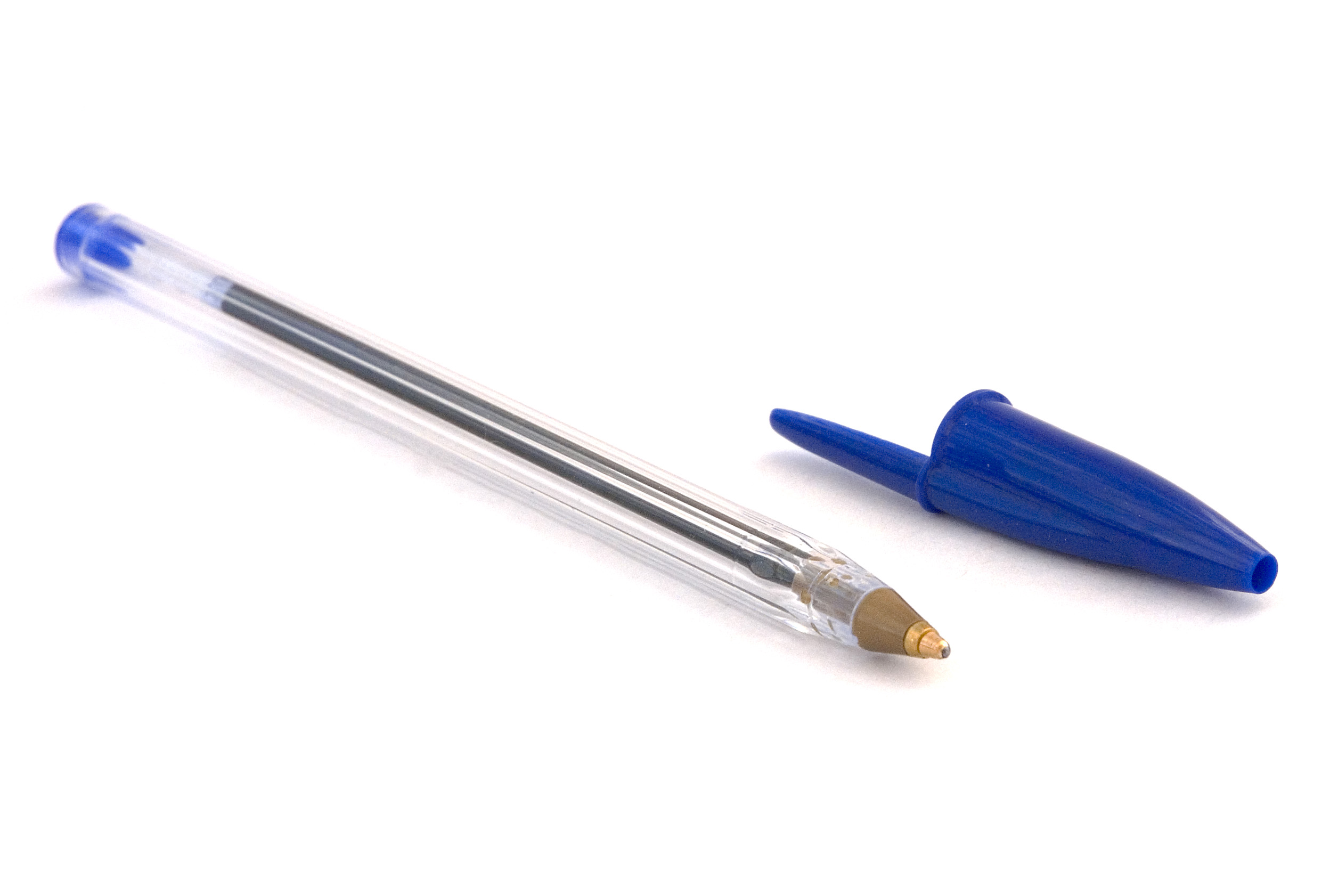
Bic Cristal.

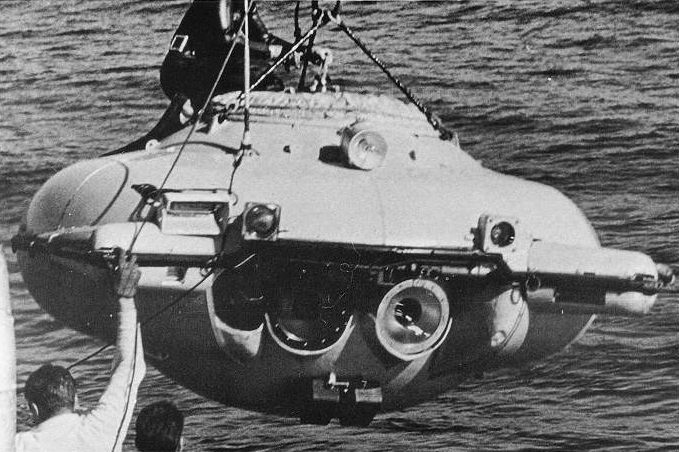
Soucoupe plongeante SP-350.

- 1950 : stylo à bille Bic Cristal, Marcel Bich (Société Bic)
- 1951 : hélicoptère à turbine, SO 1120 Ariel III, SNCASE (premier vol)
- 1952 : pompage optique, permettant la conception de laser, Alfred Kastler
- 1952 : neuroleptique, Paul Charpentier, Simone Courvoisier, Henri Laborit et Pierre Deniker
- 1952 : hibernation artificielle, Henri Laborit
- 1952 : astrolabe à mercure (observations astronomiques), André Danjon
- 1953 : portrait-robot, Roger Dambron, médaille de bronze au Concours Lépine
- 1954 : soudage par bombardement électronique, M. Sthor (Commissariat à l'énergie atomique)
- 1954 : aéronef à décollage et atterrissage verticaux, Michel Wibault (dépôt du brevet)
- 1954 : poêle Tefal poêle de cuisine anti-adhésive, recouverte de téflon, Marc Grégoire
- 1954 : Taxe sur la valeur ajoutée, Maurice Lauré
- 1955 : Caravelle, avion à réaction à moteurs arrière, Pierre Satre (Sud-Aviation)
- 1956 : procédé SECAM de télévision couleur breveté, Henri de France
- 1956 : pot d'échappement catalytique (automobile), Eugène Houdry[50]
- 1958 : enceinte acoustique à amplificateur incorporé, Société Cabasse
- 1958 : Panrama, premier procédé cinématographique permettant la projection de films sur un écran de cinéma hémisphérique géant
- 1959 : Soucoupe plongeante, Jacques-Yves Cousteau et Jean Mollard
- 1959 : Metformine (glucophage)[51], médicament pour le diabète, Jean Sterne, Elie Azerad
- 1959 : fer à coiffer électrique, René Lelièvre, Roger Lemoine
- 1959 : écran magique (jouet), André Cassagnes

## Années 1960

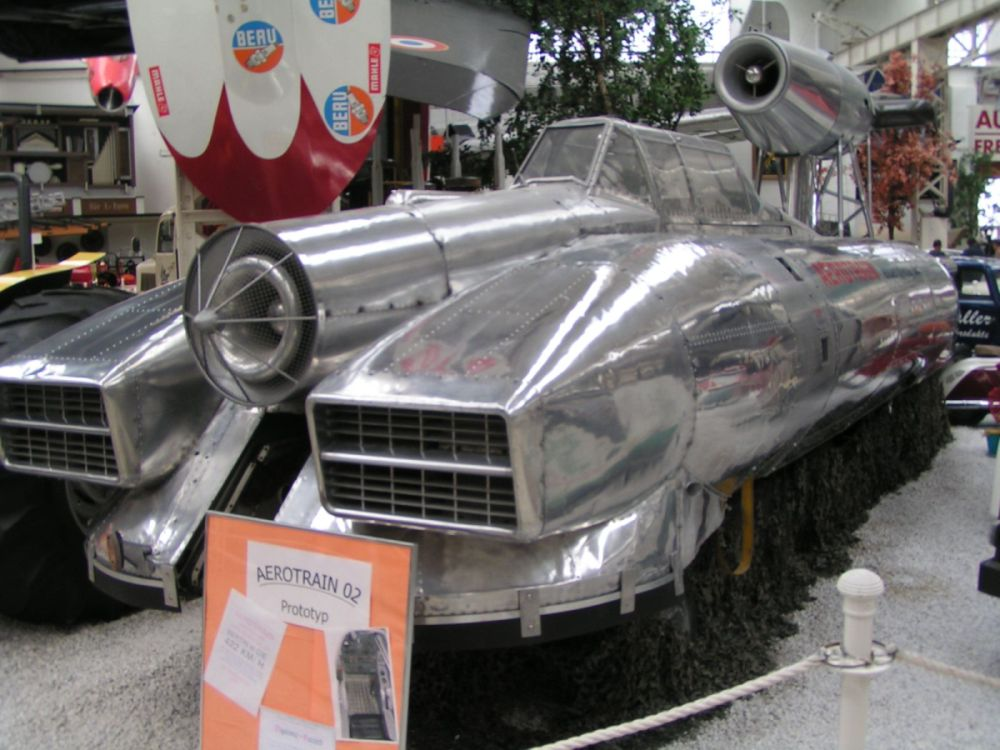
Aérotrain.

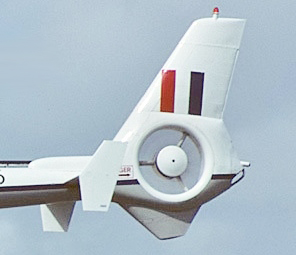
Fenestron d'hélicoptère Gazelle.

- 1961 : Animographe, machine pour produire des dessins animés, Jean Dejoux
- 1963 : Premier préparateur culinaire, le Robot-Coupe, Pierre Verdun [52]
- 1963 : Doypack, sachet souple tenant debout, Louis Doyen
- 1963 : Grelinette, ou biobêche, un outil de jardinage utilisant le principe du levier pour aérer la terre sans la retourner, André et Olivier Grelin
- 1964 : fromage sans matières grasses, Gervais (entreprise)
- 1965 : K-way, Léon-Claude Duhamel
- 1965 : pneu asymétrique, Michelin XAS[26]
- 1966 : usine marémotrice de la Rance, EDF
- 1966 : Aérotrain, Jean Bertin
- 1967 : fenestron, carénage du rotor de queue d'hélicoptère, Société Sud-Aviation
- 1967 : Dépakote, (médicament contre l'épilepsie et la dépression), Pierre Eymard
- 1969 : chambre à fils, pour la détection de particules, Georges Charpak
- 1968 : bioprothèse valvulaire, (valve biologique), Alain Carpentier
- 1969 : boite de vitesses automatique à commande électronique, Renault

## Années 1970
- 1970 : Digicode, Bob Carrière

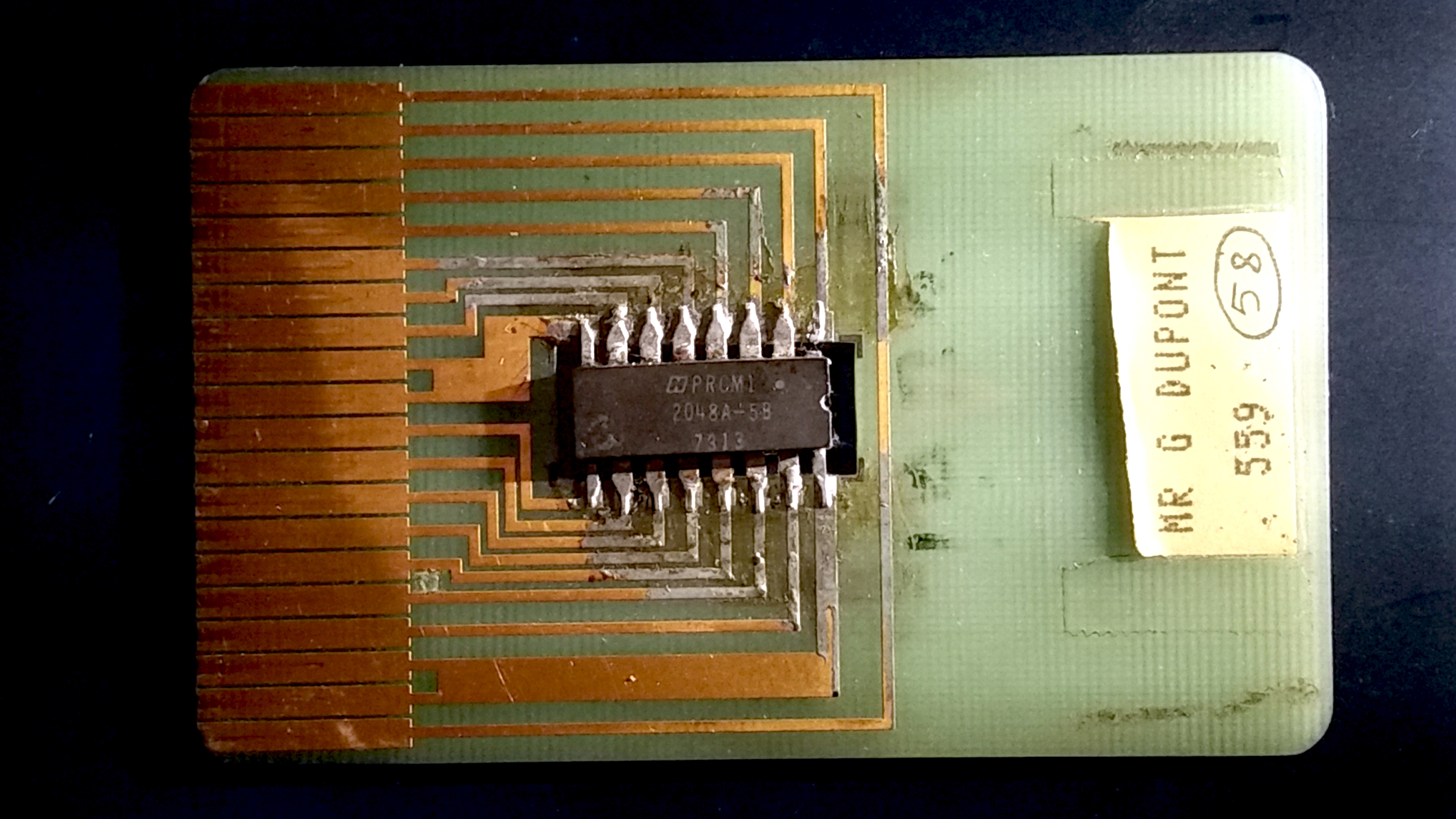
Un des premiers prototypes de carte à puce, réalisé par son inventeur Roland Moreno vers 1975.

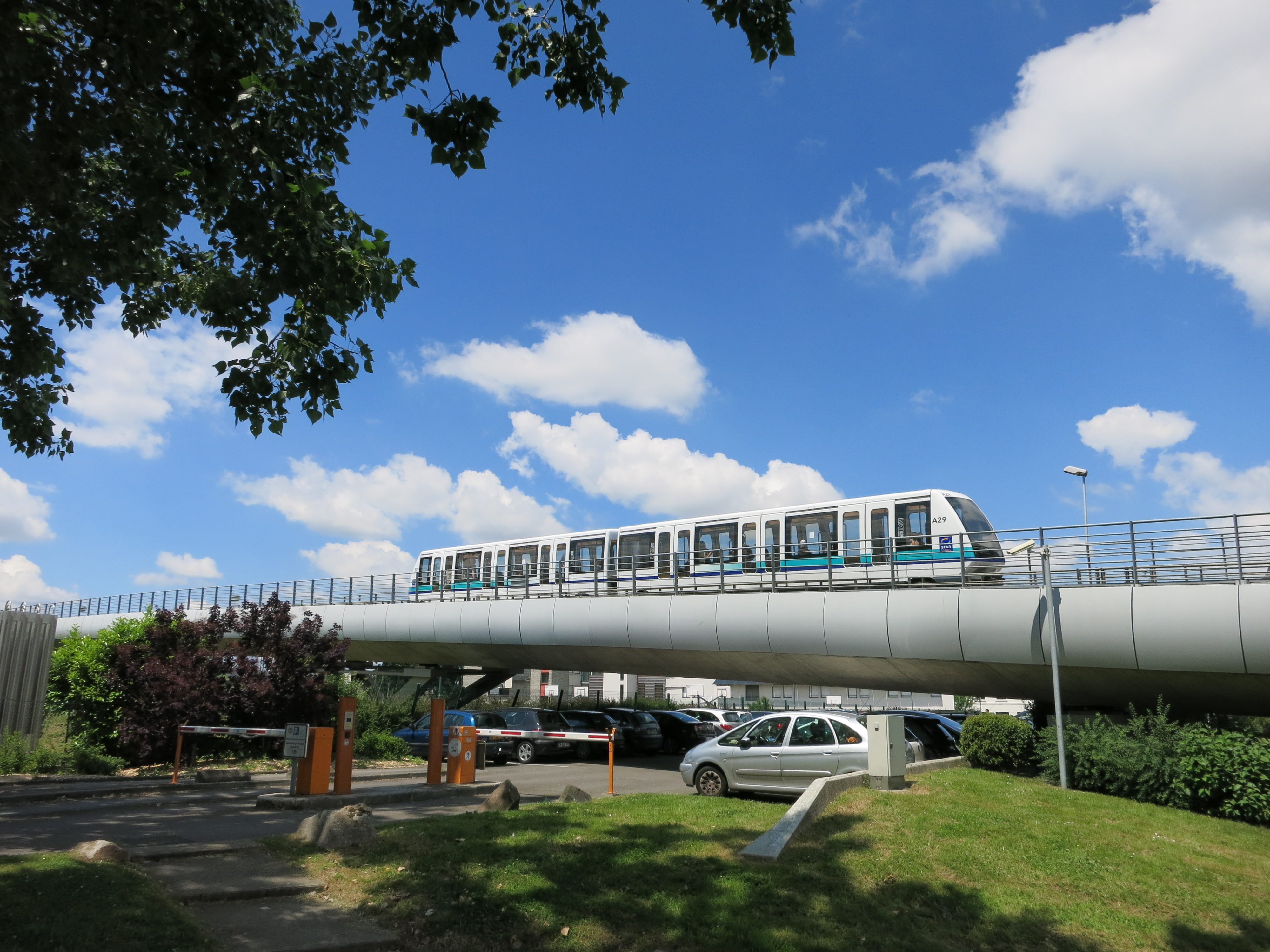
Véhicule Automatique Léger sur la portion aérienne du métro de Rennes.

- 1971 : fabrication assistée par ordinateur, (FAO), Pierre Bézier, Renault[53]
- 1971 : Véhicule Automatique Léger (VAL, métro automatique), Robert Gabillard
- 1972 : L’horodateur, société Compteurs Schlumberger, devenue Parkeon.
- 1972 : Le micro ordinateur, François Gernelle
- 1972 : Prolog (langage de programmation), Alain Colmerauer et Philippe Roussel
- 1972 : chirurgie par cœlioscopie, Philippe Mouret
- 1973 : synthèse des cryptates, Jean-Marie Lehn
- 1973 : absorbeur d'humidité, Jean Vasseur[54]
- 1974 : carte à puce, Roland Moreno
- 1974 : interféromètre à 2 télescopes, Antoine Labeyrie[55]
- 1976 : vaccin contre l'hépatite B, Philippe Maupas
- 1976 : stimulateur respiratoire, Roy-Camille
- 1976 : fraise gariguette, Georgette Risser, Institut national de la recherche agronomique
- 1976 : suspension avant à triangles Fior pour motos : Claude Fior
- 1978 : plip, verrouillage à distance des portes de voiture, Paul Lipschutz
- 1978 : allumage électronique intégral, Thomson
- 1978 : insecticide Decis, Société Roussel-Uclaf
- 1978 : Navelbine, médicament anticancéreux, Pierre Potier, Laboratoires Pierre Fabre[56]
- 1979 : Culture in vivo de lymphocytes T, équipe de l'hôpital Saint-Louis (Paris)

## Années 1980

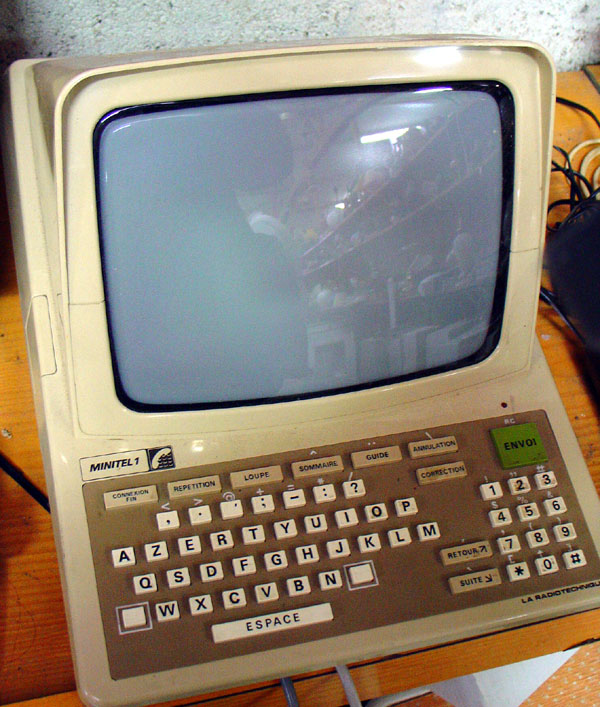
Minitel.

- 1980 : forage horizontal industriel, Société Elf et Institut français du pétrole
- 1980 : Minitel, début de l'utilisation, PTT
- 1981 : élastomère PEBA (en), Gérard Deleens, Société Elf
- 1981 : pompe à insuline sous-cutanée[57], Jacques Mirouze
- 1981 : Analyse isotopique par résonance magnétique nucléaire, Gérard Martin, Maryvonne Martin
- 1981 : TGV, conception de 1974 à 1981 par Société Alstom
- 1982 : Almitrine (Vectarion), médicament pour l'insuffisance respiratoire, Servier
- 1983 : enrobé drainant (revêtement routier), société Beugnet
- 1983 : langage de programmation Ada, Jean Ichbiah et Société CII-Honeywell Bull
- 1984 : laser dentaire Erbium et YAP, (SAT)
- 1984 : sécateur électrique, Daniel Delmas
- 1985 : vaccin contre la leishmaniose, L. Monjour
- 1985 : test de dépistage du SIDA, Institut Pasteur
- 1985 : Hydreliox, mélange gazeux pour la plongée sous-marine, Henri Germain Delauze (Société Comex)
- 1985 : vaccin humain obtenu par génie génétique, Institut Pasteur[58]
- 1986 : langage de programmation Caml, Inria
- 1986 : casque antibruits actif (à émission de contre-bruit), Christian Carme et Alain Roure
- 1986 : pavé autobloquant, René Temey
- 1986 : stent endocoronaire, Jacques Puel[57]
- 1986 : radeau des cimes, pour l'exploration de la canopée, Gilles Ebersolt
- 1986 : Adrafinil, médicament psychostimulant, Laboratoire Louis Lafon [59]
- 1987 : stimulation cérébrale profonde (traitement de la maladie de Parkinson), Alim-Louis Benabid et Pierre Pollak
- 1987 : moule de pâtisserie en silicone, Jean Daudignac
- 1988 : miroirs à retournement temporel (retournement d'ondes sonores), Mathias Fink
- 1988 : pilule abortive RU486, Étienne-Émile Baulieu
- 1988 : embrayage électronique, Valeo
- 1989 : test hépatite C, Ortho Diagnostic
- 1989 : Suspension hydractive, Citroën XM
- 1989 : Docétaxel (taxotère), médicament anticancéreux, Pierre Potier (Rhône-Poulenc)[56]

## Années 1990

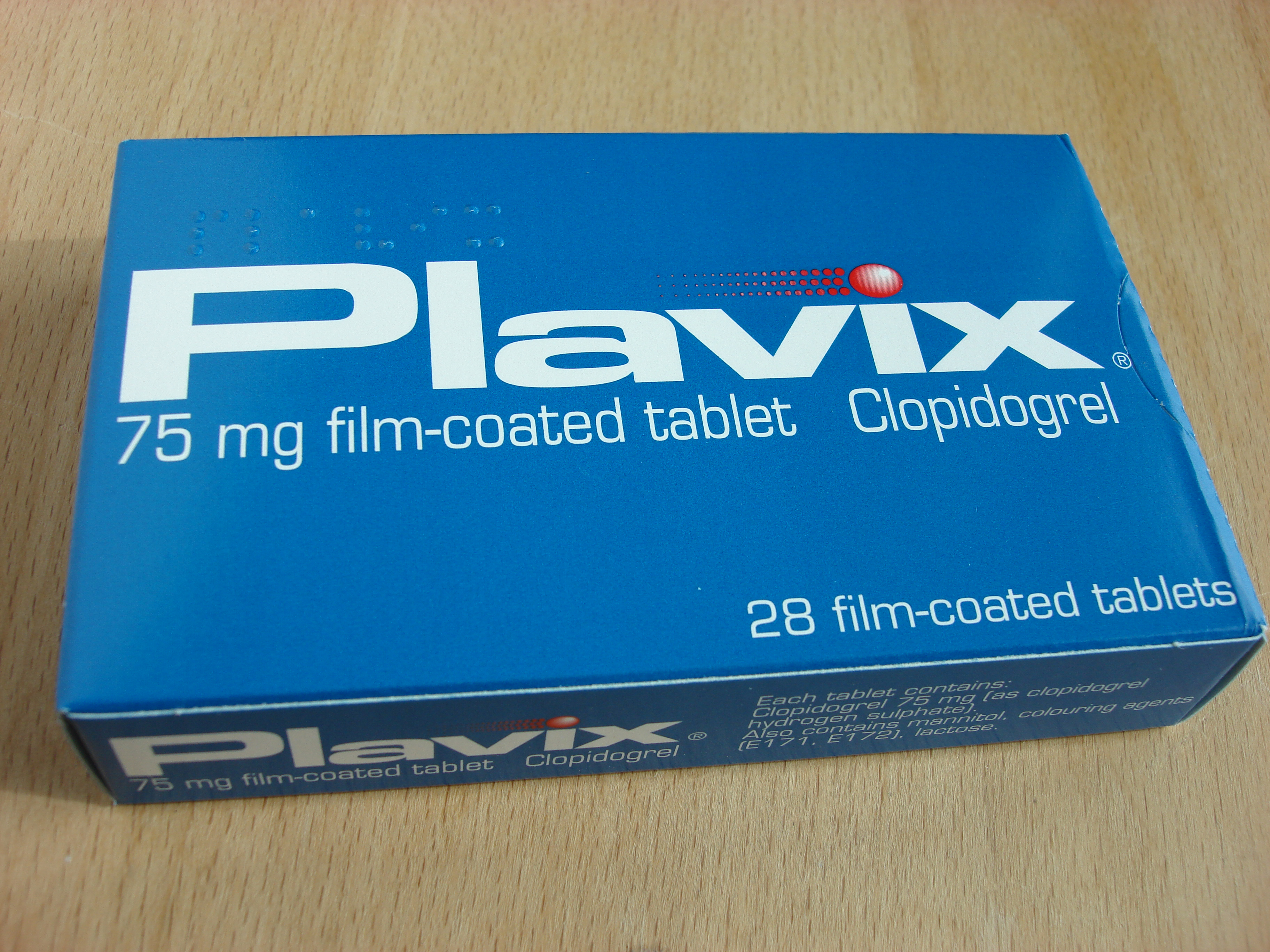
Plavix.

- Années 1990 : Aéroplume, Jean-Pierre David[60]
- 1990 : LC Concept, son numérique salles cinémas, Pascal Chédeville et Elisabeth Löchen
- 1990 : Agomélatine (Valdoxan), médicament antidépresseur, Servier
- 1991 : Modafinil, médicament psychostimulant, Laboratoire Louis Lafon, Michel Jouvet [61]
- 1991 : Turbo code, code informatique pour les télécommunications, Claude Berrou
- 1991 : Effet Mozart, hypothèse selon laquelle l'écoute de la musique de Mozart peut améliorer à court terme l'exécution de certaines tâches mentales appelées « raisonnement spatio-temporel[62] », Alfred Tomatis
- 1994 : pneu vert, à faible résistance à l'avancement, Michelin[26]
- 1996 : PAX System, pneu indéjantable à accrochage vertical (permettant de rouler en cas de crevaison), et commercialisation des pneus de couleur, Michelin[26]
- 1998 : Moteur HDI, Groupe PSA-Peugeot-Citroën
- 1998 : composition musicale automatique, René-Louis Baron
- 1999 : Plavix, médicament anticoagulant, Sanofi-Aventis
- 1999 : format de compression vidéo DivX, Jérôme Rota

## Années 2000

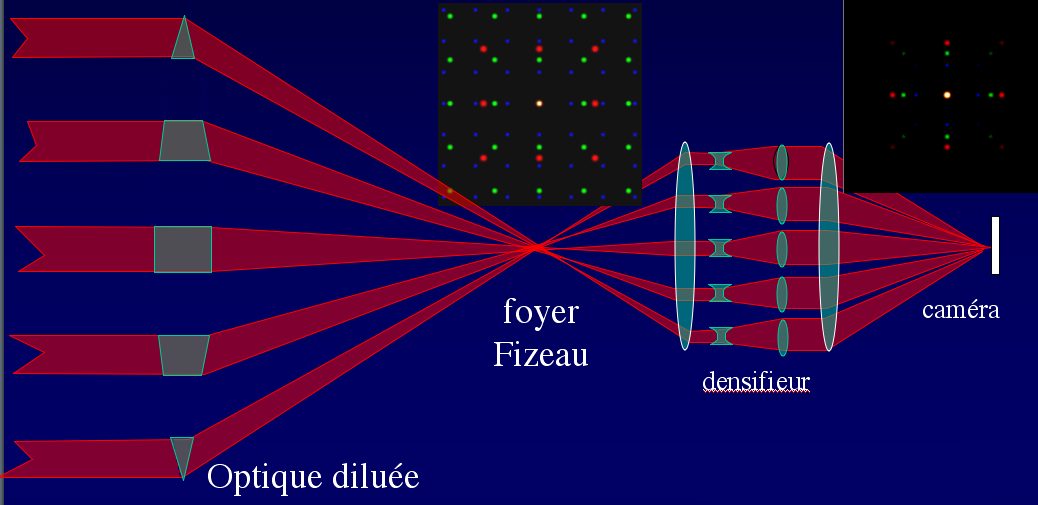
Hypertélescope.

- 2001 : baladeur multimédia, Archos
- 2001 : chirurgie à distance, Jacques Marescaux, Michael Gagner (États-Unis)[63]
- 2001 : VLC media player (VLC)
- 2002 : implantation de valve aortique par voie percutané (TAVI), Alain Cribier[64]
- 2004 : Hypertélescope, Antoine Labeyrie, Hervé Le Coroller et Julien Dejonghe[65]
- 2004 : ranélate de strontium (Protelos), médicament pour les os, Servier
- 2005 : première transplantation d'un visage, Bernard Devauchelle, Jean-Michel Dubernard
- 2005 : Telvibudine, médicament contre l'hépatite B, Gilles Gosselin, Jean-Louis Imbach et Martin L. Bryant, prix de l'inventeur européen 2012[66]
- 2005 : Ivabradine (Procoralan), médicament pour le cœur, Servier, Prix Galien 2008[67]

## Années 2010
- 2010 : Four solaire, Alain Bivas

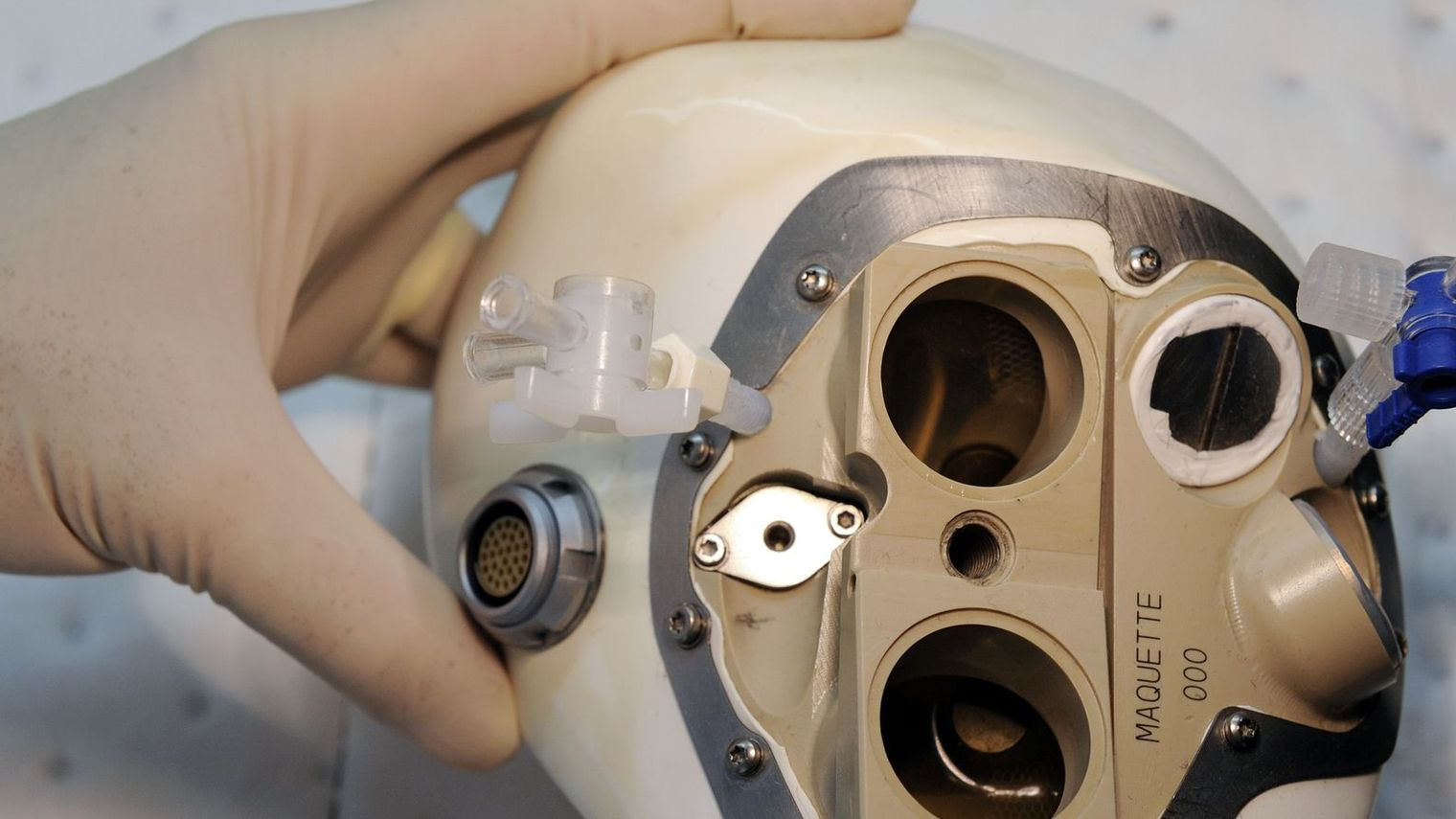
Cœur artificiel CARMAT.

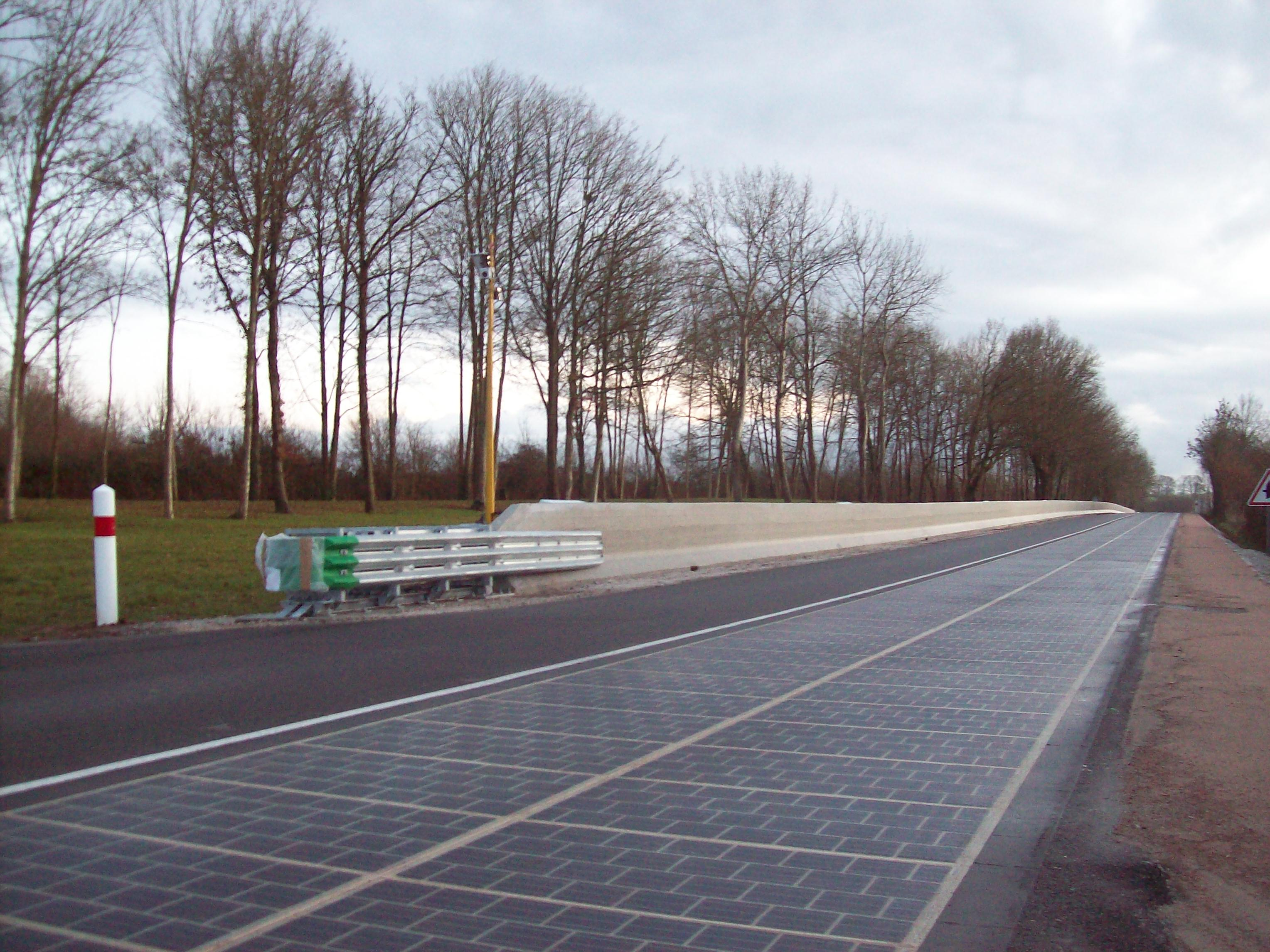
Route solaire de Tourouvre.

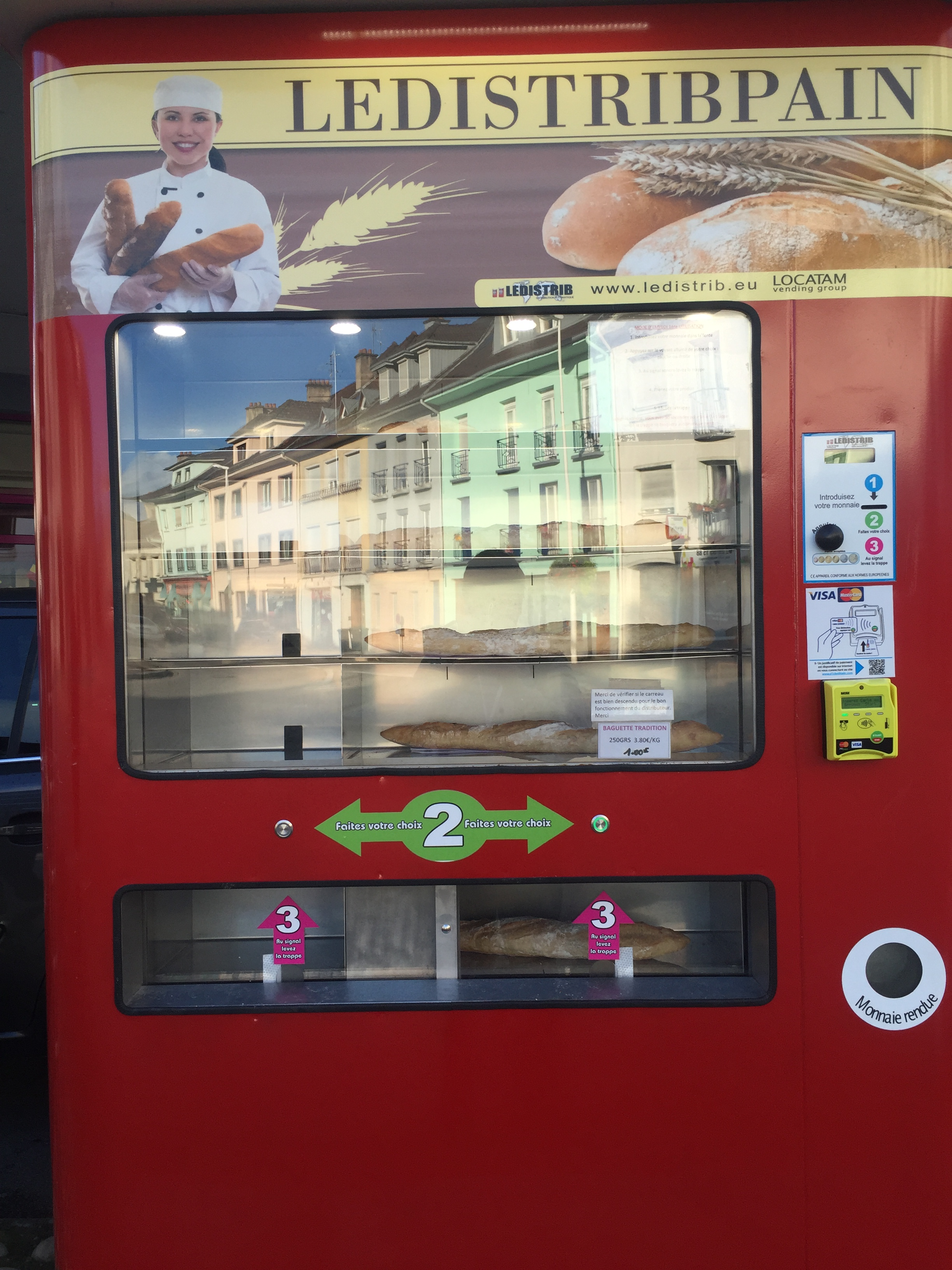
Distributeur de baguettes de pain.

- 2011 : pneu increvable colmatant instantanément toute perforation, Michelin[68] (commercialisation prévue en 2014)
- 2011 : hématies artificielles fonctionnelles
- 2011 : hélicoptère entièrement électrique, Pascal Chrétien
- 2011 : Vitrimère, matériau composite, Ludwik Leibler (CNRS), prix de l'inventeur européen 2015[69]
- 2011 : Héliodome, modèle de maison bioclimatique, Éric Wasser, premier prix du Concours Lépine 2003.
- 2011 : Flyboard Air, Franky Zapata, Zapata Industries
- 2012 : Flyboard, Franky Zapata, Zapata Industries
- 2012 : Larynx artificiel, Christian Debry [70]
- 2012 : Tériflunomide, médicament pour la sclérose en plaques, Sanofi
- 2013 : cœur artificiel autonome, Alain Carpentier (CARMAT)
- 2013 : Pneumatique avec bande de roulement auto-régénérante, RegenionTM, Agnès Poulbot, Jacques Barraud, Michelin, prix de l'inventeur européen 2018[71]
- L'Increvable (lave-linge), Julien Phedyaeff[72]
- 2014 : distributeur automatique de baguettes chaudes, (gagnant du concours Lépine), Jean-Louis et Jean-Claude Hecht [73]
- 2016 : route solaire, Société Colas et CEA-Tech
- 2016 : Dengvaxia, vaccin contre la dengue, Sanofi-Pasteur
- 2017 : Domino, le bouton connecté[74], La Poste
- 2018 : Immuniscore, test de pronostic du cancer, Jérôme Galon, prix de l'inventeur européen 2019 section recherche[75],[76],

## Années 2020
- 2020 : Splash-In Aviation Petrel-X, par la société Splash-in Aviation.
- 2021 : la Grangette, potager de salon fonctionnant grâce à la technologie de l’hydroponie, par la société éponyme fondée par Thibaut Pradier.
- 2021 : Ove, masque Led à la lumière rouge qui aide à lutter contre le vieillissement de la peau par la société Lucibel fondée par Frédéric Granotier.
- 2021 : œuf végétal, développée à la Station F à Paris par la start-up Le Papondu fondée par Sheryline Thavisouk et Philippine Soulères
- 2021 : bracelet anti douleur par la start-up grenobloise Remedee Labs, pour soulager les douleurs chroniques sans recourir aux antalgiques en incitant le cerveau à libérer des endorphines grâce à des ondes millimétriques.
- 2021 : transformation, par la société Ynsect fondée par Antoine Hubert, de larves molitor (ver de la farine) en matière première, en protéines de haute qualité pour engrais et alimentation d'animaux.
- 2023 : Floatee, tee-shirt anti-noyade et anti-UV pour enfants, par la société éponyme fondée par Philippe Rouvier et Thibaut Choulet en Occitanie (Toulouse et Castres).
- 2023 : Skweel One (Sk pour « ski » et wheel pour « roue »), des skis électriques pour skier toute l’année, dans n’importe quel environnement, en ville (à 25 km/h maximum) comme à la campagne (jusqu'à 80 km/h en mode débridé), sur la plage ou dans les chemins forestiers, avec un autonomie de 30 kilomètres : inventés par Antoine Massebeuf (quatre brevets déposés), fondateur de la start-up E-line avec son frère Romain et son ami d'enfance Joseph Dahirel, en Normandie[77],[78].